# Papa Pio II
(Bulla retractationis, in Bihlmeyer - Tuechle, p. 177)
Pio II, nato Enea Silvio Bartolomeo Piccolomini (Corsignano, 18 ottobre 1405 – Ancona, 14 agosto 1464), è stato il 210º papa della Chiesa cattolica dal 1458 alla morte.
Considerato uno dei pontefici più significativi del XV secolo per via delle sue doti diplomatiche, dell'alta dignità del magistero pontificio e della sua energia espressa nella difesa della cristianità dalla minaccia turca rappresentata da Maometto II, Pio II fu anche uno dei più importanti umanisti della sua epoca per via della sua profonda conoscenza della cultura classica e della sua abilità nel saper cogliere gli aspetti fondamentali dei generi letterari del mondo latino e greco. Autore dei celebri Commentarii, ricalcati sul modello cesariano, in cui narra in terza persona la propria vita, Pio II fu il fondatore della città di Pienza e un indefesso sostenitore della supremazia papale contro ogni forma di conciliarismo, dando così una forte impronta autocratica all'istituzione pontificia e ricusando così totalmente il suo medesimo passato di fautore di una limitazione dei poteri del sommo pontefice. Per i suoi scritti giovanili filoconciliari, per più di tre secoli il suo nome è stato incluso nell'Indice dei libri proibiti.

## Biografia

### Giovinezza e formazione

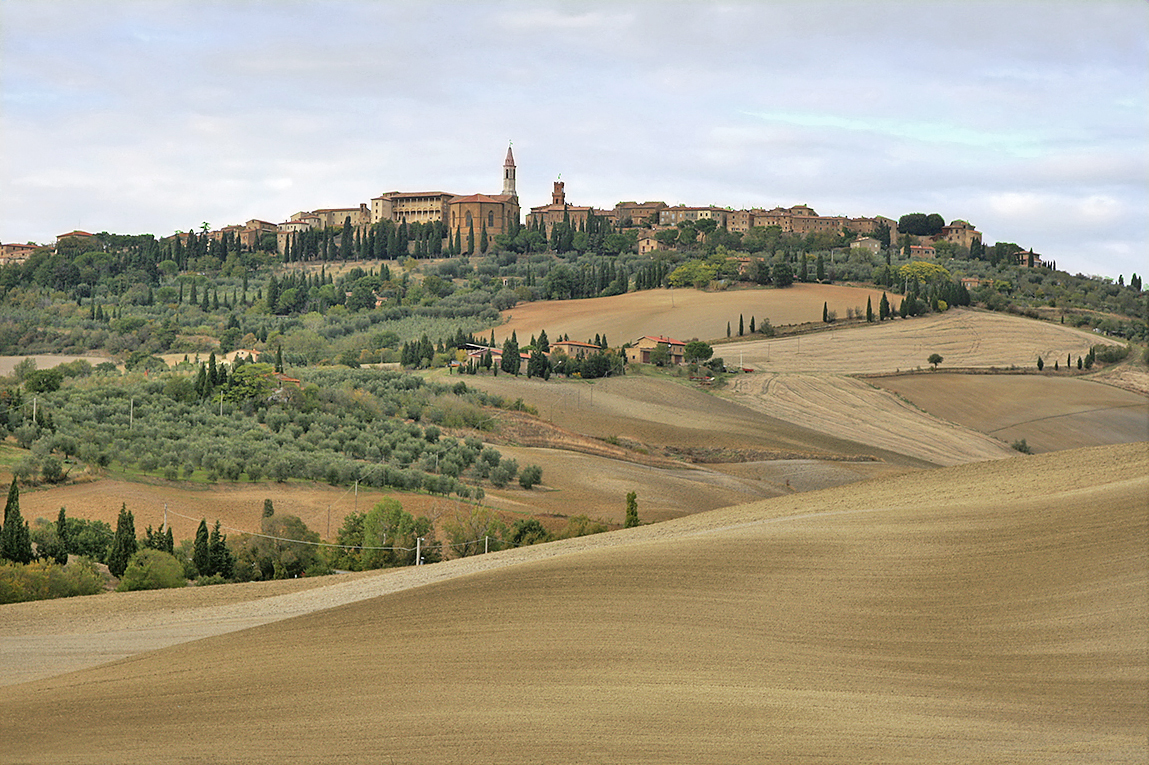
Vista di Pienza, l'antica Corsignano

Enea Silvio Bartolomeo Piccolomini nacque a Corsignano (l'odierna Pienza), primo dei diciotto figli di Silvio Piccolomini, di nobile famiglia decaduta ed esiliata in seguito ai contrasti con la famiglia senese dei Tolomei, e di Vittoria Forteguerri, quest'ultima di famiglia pistoiese. La famiglia aveva scelto questo nome per via di un loro avo di nome Giulius Piccolominis Amideis, imparentato con la famiglia degli Amidei di Firenze. Per l'asserita discendenza degli Amidei dalla gens Iulia, decisero di chiamare il primogenito Enea Silvio, in onore di Enea, figlio di Venere, che della gens Iulia era il leggendario capostipite. Ebbe un'educazione di prim'ordine, essendo stato seguito in gioventù da Mattia Lupia e Andrea de' Billi. Nel 1423 fu mandato dalla famiglia all'Università di Siena per studiare diritto, ma alle lezioni assistette malvolentieri, preferendo dedicare le proprie energie allo studio dei classici latini e greci (in particolar modo Platone, Cicerone, Seneca), alle bravate con gli amici e alla passione per le donne. Nel 1429 per volontà paterna fu inviato a perfezionare gli studi a Firenze, ove poté frequentare umanisti quali Francesco Filelfo, Leonardo Bruni e Poggio Bracciolini.

### Il Concilio di Basilea e la causa conciliarista (1431-1445)

#### Le missioni diplomatiche

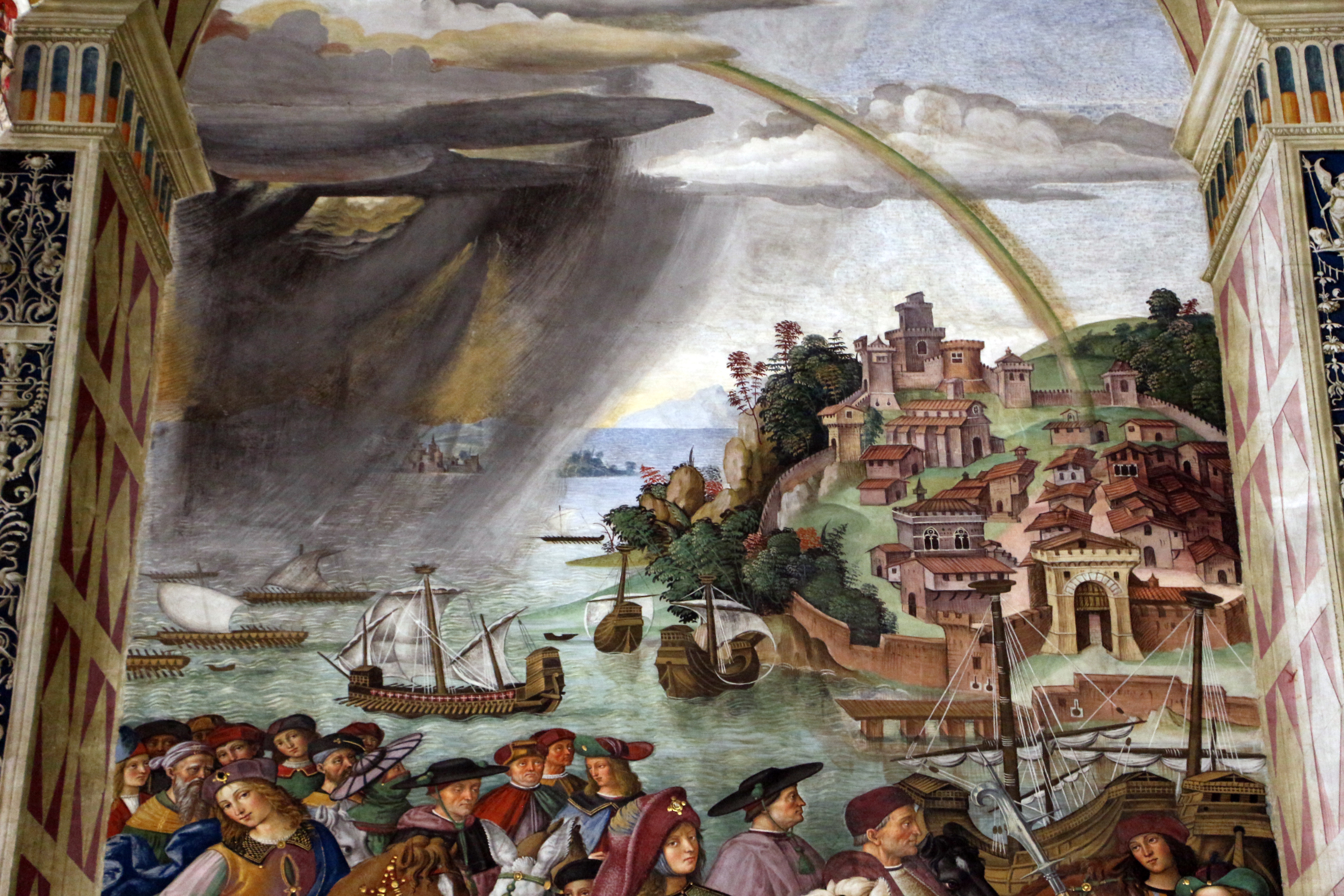
Pinturicchio, Enea Silvio Piccolomini parte per il Concilio di Basilea, Libreria Piccolomini (Duomo di Siena), affresco, 1502-1507

Dopo aver conseguito la laurea, il giovane Piccolomini si stabilì a Siena come docente, ma nel 1431 accettò il posto di segretario di Domenico Capranica, vescovo di Fermo, che si trovava allora in viaggio per il Concilio di Basilea e in polemica contro il nuovo papa Eugenio IV, che intendeva non riconoscergli la nomina a cardinale. Arrivato a Basilea nel 1432, il giovane Piccolomini mostrò la sua abilità politica e diplomazia servendo Capranica e diversi altri signori e figurando tra i dodici scrittori dei brevi apostolici. Nel 1435 venne inviato dal cardinale Niccolò Albergati, legato di Eugenio al concilio, prima ad Arras per pacificare francesi e borgognoni in guerra fra di loro (il trattato di Arras); poi in missione segreta in Scozia presso Giacomo I, missione durante la quale ebbe due figli illegittimi. Piccolomini visitò l'Inghilterra oltre alla Scozia, in un viaggio costellato di pericoli e vicissitudini di cui lasciò un prezioso resoconto. Nel frattempo il Concilio di Basilea cominciò a manifestare in modo più violento le tendenze conciliariste elaborate durante il Concilio di Costanza. Papa Eugenio IV, preoccupato, decise di trasferire la sede ufficiale del Concilio a Ferrara (1437), ove poteva tenere più sotto controllo l'operato dei Padri conciliari. Buona parte dei padri rifiutò la decisione di Eugenio, dando origine al cosiddetto «piccolo scisma d'Occidente». Piccolomini, benché laico, fu nominato funzionario del Concilio nel 1436 e, dopo l'aperta rottura avvenuta nel 1437, passò dalla parte dei conciliaristi svolgendo missioni a Strasburgo, Costanza, Francoforte e Chambéry. Nell'autunno del 1439 appoggiò l'elezione dell'ex duca di Savoia Amedeo VIII (antipapa col nome di Felice V), del quale divenne segretario particolare, e nel 1440 scrisse il Libellus dialogorum de generalis concilii authoritate, vero e proprio pamphlet a difesa dell'autorità conciliare.

#### Al servizio di Federico III

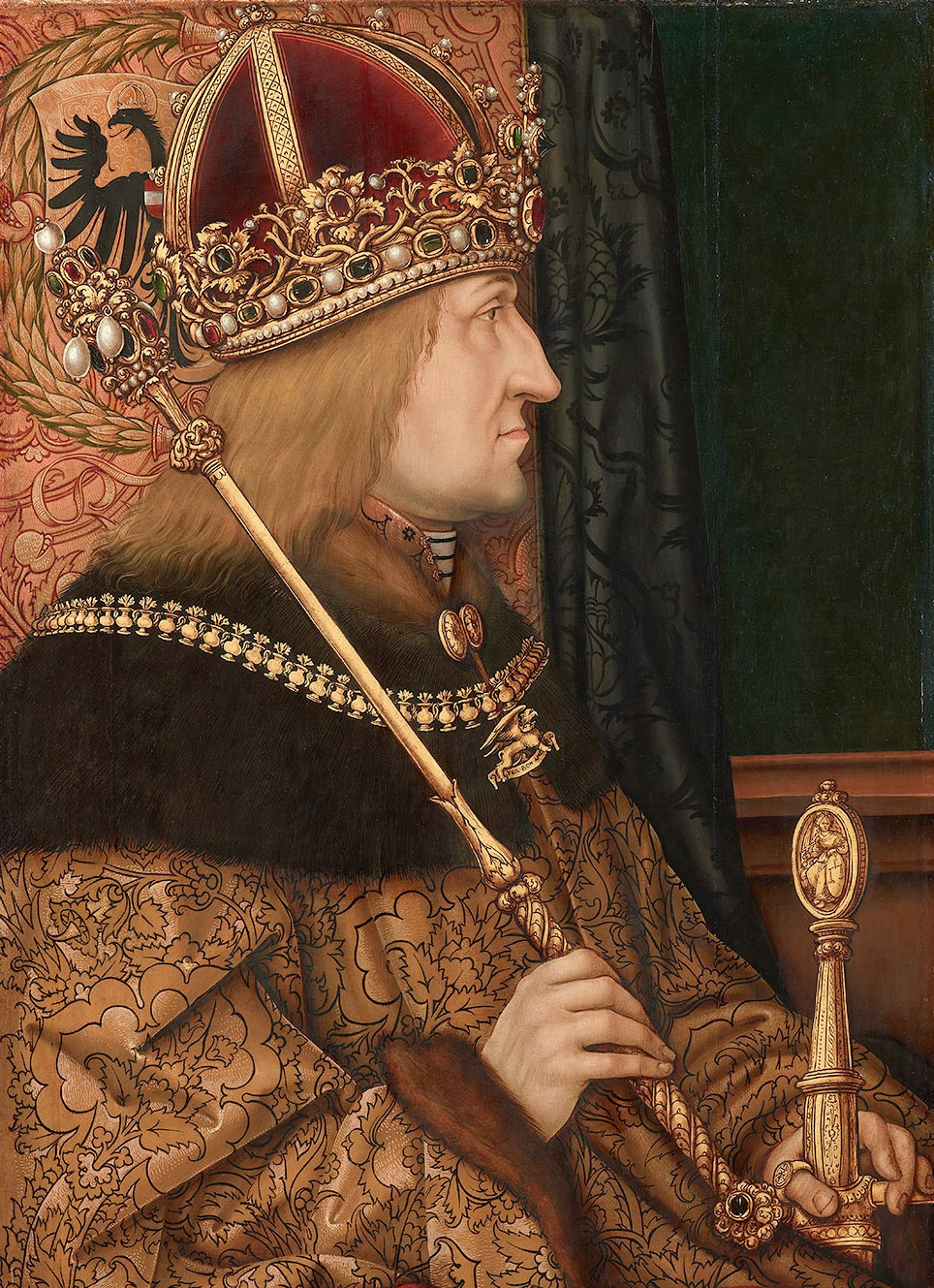
L'imperatore Federico III, in un dipinto di Hans Burgkmair. Alla corte dell'arciduca d'Austria, il futuro pontefice rimase per diversi anni, stringendo amicizia col sovrano

Visto lo scarso seguito che Felice V riuscì a ottenere, Piccolomini trovò un pretesto per entrare, nel 1442, alla corte dell'imperatore Federico III e abbandonare così l'antipapa al suo destino. In virtù delle sue eccellenti doti retoriche e della sua vasta cultura, venne nominato poeta laureato nella dieta di Francoforte del 1443, e ottenne il patrocinio del cancelliere dell'imperatore, Kaspar Schlick. Nei tre anni vissuti a corte, Piccolomini, nominato segretario dell'imperatore, scrisse due tra le sue opere più significative: la commedia Chrisis nel 1443, e la celebre novella Historia de duobus amantibus nel 1444, che ebbe un importante influsso sulla produzione letteraria successiva.

### La riconciliazione con Roma (1445-1458)

#### La conversione e la risoluzione del "piccolo scisma"
Nel 1445, all'apice della gloria politica e letteraria, Piccolomini contrasse una grave malattia che lo spinse, una volta guarito, a cambiare radicalmente vita. Il suo carattere era stato fino ad allora quello di un facile uomo di mondo, senza pretesa di dirittura morale o di coerenza politica. Incominciò a essere più regolare nel primo aspetto, e nel secondo adottò una linea definita facendo pace con Roma e venendo nominato canonico della Cattedrale di Trento. Secondo lo studioso e filosofo Eugenio Garin, la scelta per cui Piccolomini decise di ritornare all'obbedienza romana e di ricusare l'esperienza conciliarista sarebbe da attribuire, oltre allo scarso seguito di Felice V, anche all'avanzata turca che con la battaglia di Varna del 1444 aveva annientato gli eserciti cristiani nei Balcani: solo l'unità con il romano pontefice avrebbe potuto far sì che i popoli cristiani si riunissero sotto un'unica bandiera per bloccare la minaccia islamica.
Essendo stato inviato in missione a Roma nel 1445 da parte di Federico III, con lo scopo apparente di indurre Eugenio a convocare un nuovo concilio, venne assolto dalle censure ecclesiastiche e fece ritorno in Germania con il compito di assistere il Papa. Assolse efficacemente a tale compito, ravvicinando con accorta diplomazia la corte papale di Roma e gli elettori imperiali tedeschi; ebbe anche una parte importante nel compromesso col quale, nel 1447, il morente Eugenio accettò la riconciliazione offerta dai principi tedeschi, lasciando senza supporto il concilio e l'antipapa. Enea per quel tempo aveva già preso i voti: consacrato suddiacono nel 1446 a 41 anni, fu ordinato presbitero il 4 marzo 1447 a Vienna.

#### Al servizio dei papi Niccolò V e Callisto III
Il nuovo papa Niccolò V era un umanista e un amico personale del Piccolomini. Entrato nelle grazie del nuovo pontefice, Piccolomini percorse una rapida carriera ecclesiastica: fu vescovo di Trieste dal 19 aprile 1447 fino al 23 settembre 1450, quando fu nominato vescovo di Siena, carica che ricoprì fino all'elezione pontificia, e non senza tribolazioni: l'appartenenza del Piccolomini a un'antica famiglia magnatizia caduta in disgrazia e l'ambiguità dello stesso Piccolomini nelle trattative con le autorità cittadine, lo resero presto inviso ai senesi, e tale iniziale diffidenza si trasformò in seguito in aperta ostilità nel 1456, dopo che ebbe ricevuto il cappello cardinalizio, quando gli fu negato l'ingresso in città.

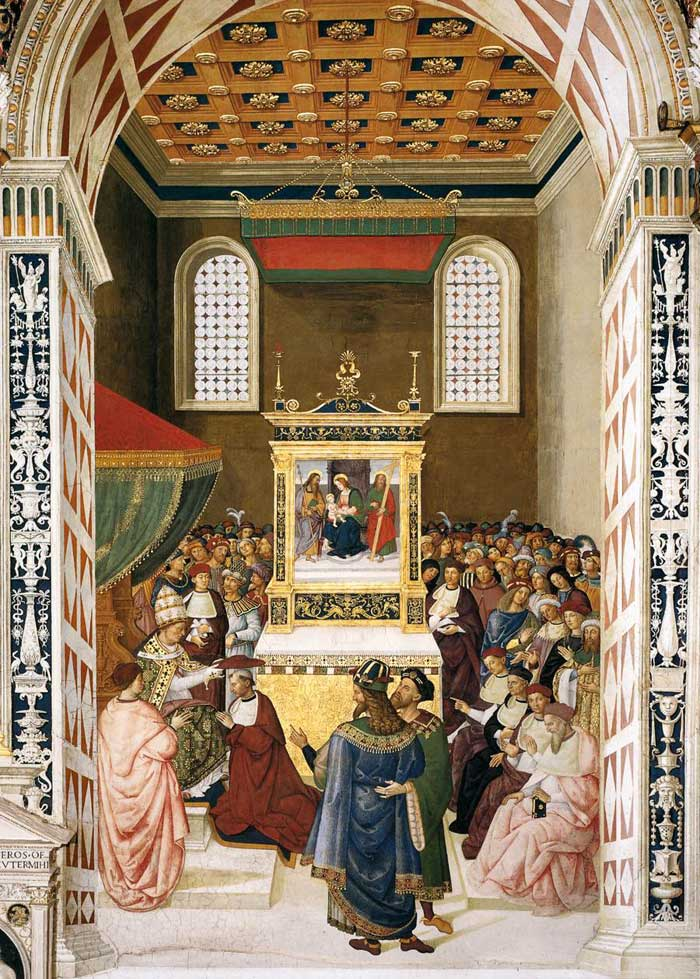
Pinturicchio, Callisto III eleva Piccolomini alla dignità cardinalizia, Libreria Piccolomini, Cattedrale di Siena

Il presule fu però impegnato anche in missioni diplomatiche per conto della Santa Sede. Niccolò V, sapendo dei buoni rapporti che intercorrevano tra il Piccolomini e Federico d'Asburgo (e della sua ottima conoscenza della lingua tedesca), lo inviò, insieme con il cardinale Nicola Cusano, come ambasciatore alla corte imperiale per negoziare il matrimonio di Federico con la principessa Eleonora d'Aviz; Piccolomini combinò le nozze (celebrate per procura nel 1450), ottenendo anche la stipula di un concordato che ristabiliva i rapporti fra Chiesa e Impero. Nel 1451 intraprese una missione in Boemia dove concluse un soddisfacente accordo con il capo degli hussiti, Giorgio di Podebrady; l'anno dopo ricevette Federico a Siena e lo accompagnò a Roma, dove l'imperatore sposò "ufficialmente" Eleonora e venne incoronato Re dei Romani (9 marzo) e poi Imperatore del Sacro Romano Impero il 19 marzo. Fu l'ultimo imperatore a essere incoronato a Roma.
Il 1453 fu un anno traumatico per l'intero Occidente cristiano: il 29 maggio Costantinopoli, ultimo baluardo del cristianesimo davanti alla minaccia turca ed erede dell'Impero romano, cadde nelle mani di Maometto II. L'avvenimento fu particolarmente sentito negli ambienti umanistici, e quindi anche dal vescovo Piccolomini che, spinto dall'emozione, scrisse il Dialogus, trattato dialogico in cui si riflette sia sull'autorità morale del papato, sia sulla necessità di una crociata volta a frenare l'avanzata ottomana, necessità replicata anche nei Commentarii:
(Piccolomini, Liber 1, 26, p. 74)
Nell'agosto 1455 Enea Piccolomini tornò a Roma con un'ambasciata per proferire l'obbedienza della Germania al nuovo Papa, Callisto III; consegnò inoltre al pontefice le raccomandazioni dell'imperatore e del re d'Ungheria Ladislao V per la sua nomina a cardinale (la nomina non si fece a causa della determinazione del Papa a promuovere prima un suo nipote, così dovette aspettare fino all'anno successivo). Piccolomini ottenne invece il vescovato di Warmia (in Polonia). Il 17 dicembre 1456 Piccolomini fu finalmente nominato cardinale, portò a compimento la Historia Frederici III imperatoris (1452-1458) e abbozzò alcuni trattati dal sapore internazionale quali il De Europa e la Cosmographia.

#### Conclave ed elezione al Soglio
Callisto III morì il 6 agosto 1458; il 10 agosto i cardinali entrarono in conclave: otto erano italiani, cinque spagnoli, due francesi, uno portoghese, due greci.

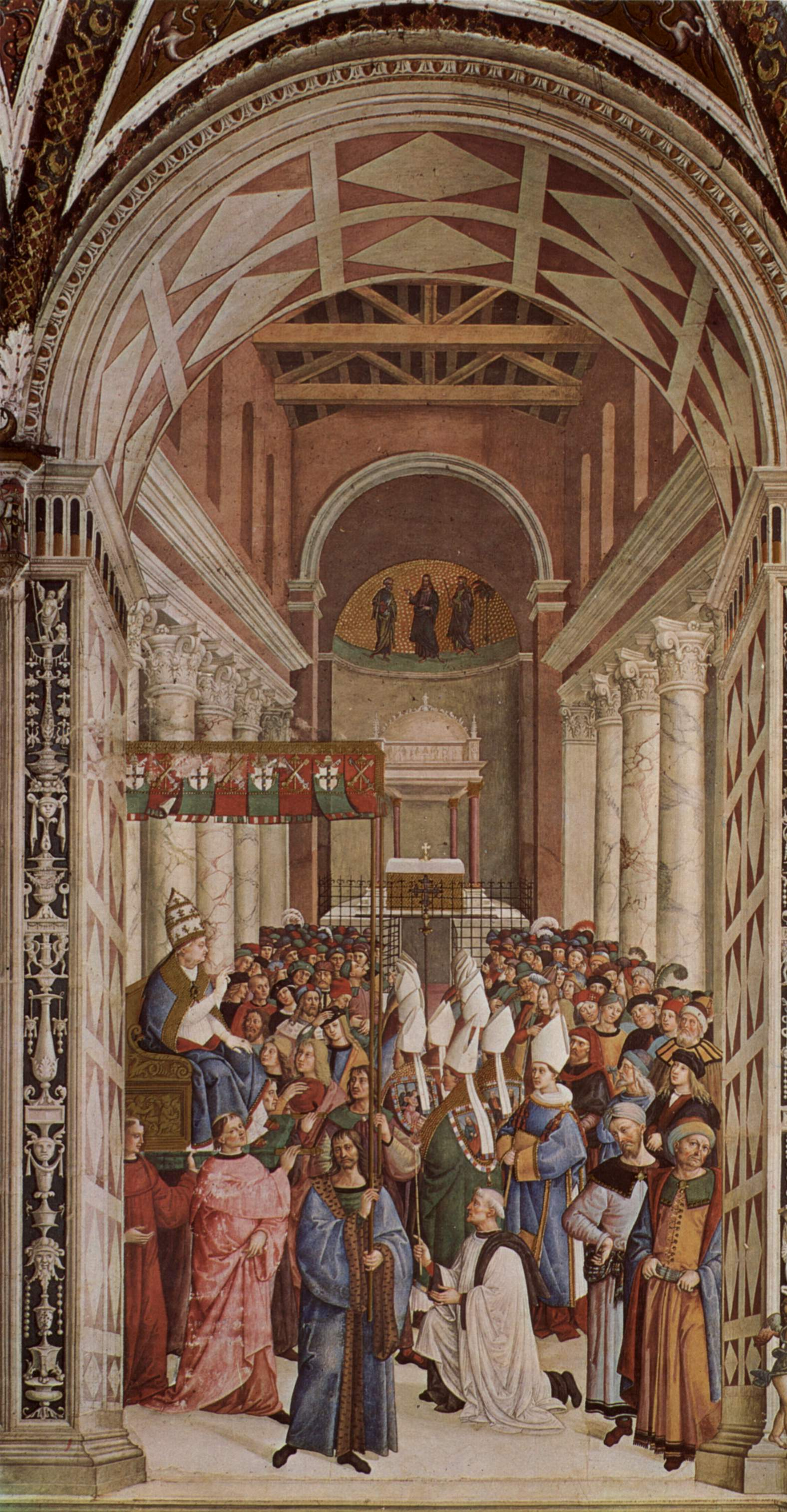
Pinturicchio, Pio II, incoronato pontefice, entra in San Giovanni in Laterano, particolare tratto dal ciclo d'affreschi della Libreria Piccolomini della Cattedrale di Siena

Il vescovo di Rouen, il potente Guillaume d'Estouteville, sembrava certo di essere eletto. Il Piccolomini lo contrastò efficacemente attraverso la sua arte, energia ed eloquenza. Egli frustrò le speranze del rivale ricordando i rischi della nomina di un cardinale francese al soglio pontificio, giacché quegli avrebbe certamente riportato la sede pontificia ad Avignone assoggettandola agli interessi d'Oltralpe, come denuncia nei Commentarii:
(Piccolomini, Liber I, 36, p. 83)
Ancora nei Commentarii, inoltre, Pio II descrisse il Conclave in termini molto duri riguardo alla condotta morale dei cardinali, impegnati nella simonia o in altre pratiche al cui centro stava proprio il d'Estouteville:
(Piccolomini, Liber I, 36, p. 82; traduzione da Garin, p. 12)
Enea Silvio Piccolomini fu infine eletto pontefice il 19 agosto del 1458: si schierarono in suo favore il cardinale Colonna e i due cardinali nipoti di Callisto III, uno dei quali era il futuro papa Alessandro VI. Incoronato il 3 settembre dal cardinale Prospero Colonna, il nuovo papa scelse come nome pontificale "Pio" in omaggio non tanto a san Pio I, quanto al tanto amato Enea virgiliano, il cui appellativo era Pius. A 53 anni d'età, la salute del papa umanista non era buona: affetto da gotta e da altri acciacchi, Pio era consapevole del proprio precario stato di salute, e forse proprio per questo motivo si buttò anima e corpo a realizzare un vasto piano di riforme e alla creazione della grande coalizione europea volta a scacciare i turchi da Costantinopoli.

### Il pontificato (1458-1464)

#### Governo della Chiesa

##### Il Congresso di Mantova e il proposito di crociata
(Eugenio Garin, Ritratto di Enea Silvio Piccolomini)

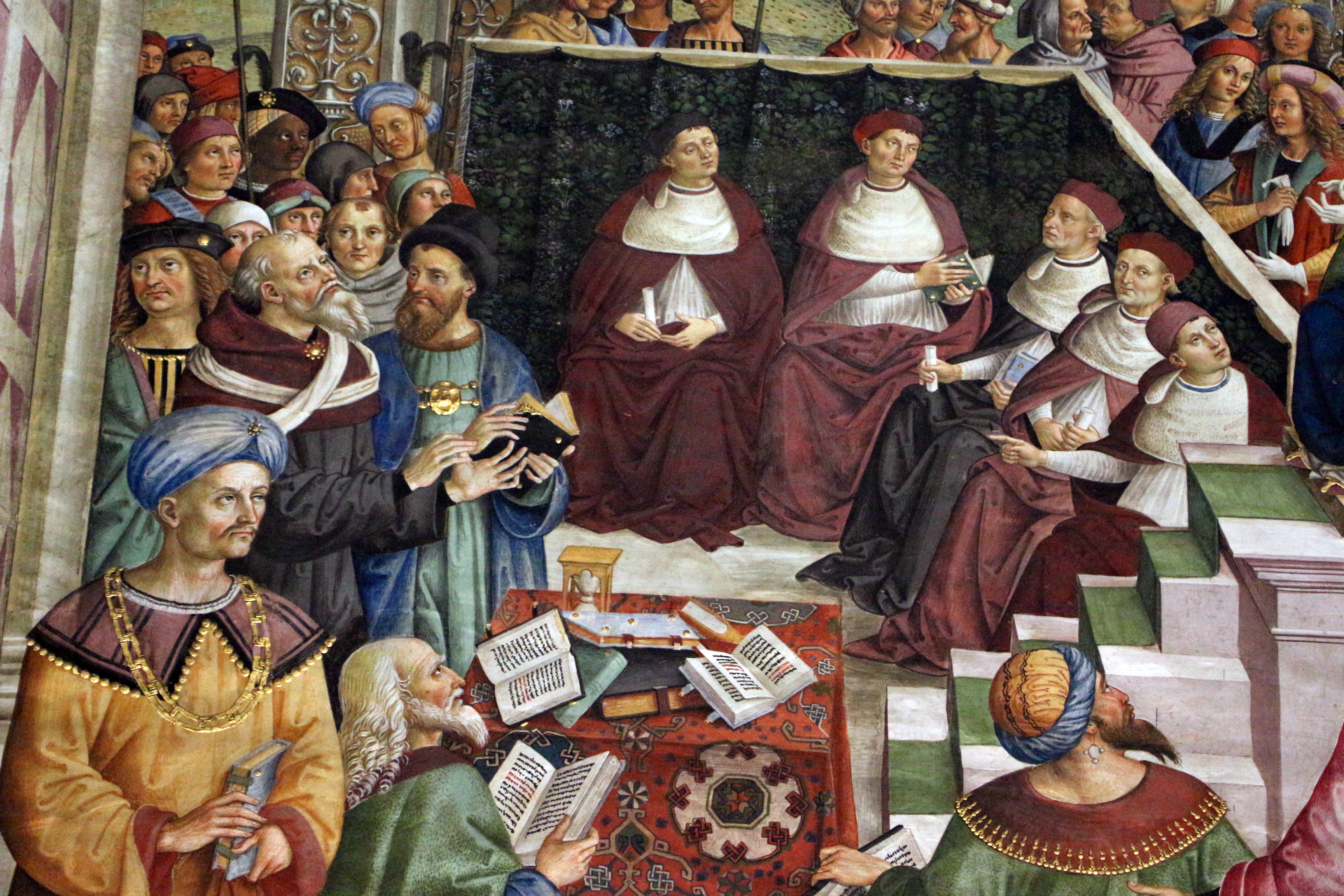
Pinturicchio, Pio II convoca il concilio di Mantova, Libreria Piccolomini, Cattedrale di Siena, affresco, 1502-1507

Dopo aver riconosciuto Ferdinando d'Aragona (figlio di Alfonso V d'Aragona) quale erede al trono napoletano, nell'ottobre del 1458 Pio riunì un congresso dei rappresentanti dei principi cristiani a Mantova (con la bolla Vocavit nos), per intraprendere un'azione comune contro i turchi ottomani che dopo aver conquistato Costantinopoli stavano per prendere possesso di tutto l'Impero bizantino, sotto la guida di Maometto II. A tal fine, il 19 gennaio 1459 il Papa istituì un nuovo ordine religioso cavalleresco, l'Ordine di Santa Maria di Betlemme e, il 14 gennaio del 1460, alla fine del congresso mantovano, proclamò la guerra santa contro i turchi.
Il congresso, al quale parteciparono i principali potenti dell'epoca e che si aprì il 1º giugno 1459, non produsse gli effetti sperati: la Milano di Francesco Sforza era assorbita dal tentativo di prendere Genova; Firenze consigliò cinicamente al Papa di lasciare che turchi e veneziani si logorassero a vicenda; i regni di Francia e d'Inghilterra erano impegnati l'uno nel conflitto contro il Ducato di Borgogna, l'altro nella guerra civile (oggi nota come guerra delle due rose). Inoltre Luigi XI di Francia, risentito per il fatto che Pio II aveva preferito Ferdinando d'Aragona al candidato francese Renato d'Angiò per il trono di Napoli, continuò nella sua politica anti-papale appoggiando e propugnando la Prammatica Sanzione di Bourges del 1438. Infine, la Germania, dal Tirolo alla Pomerania, era agitata da complotti antipapisti nonché anti-imperiali, quali la lotta tra il Ducato di Kleve e il Vescovato di Colonia. Pio II venne coinvolto, suo malgrado, in una serie di dispute con il Re di Boemia e vertice del movimento hussita Giorgio Podiebrady, che aspirava a diventare Re dei Romani al posto di Federico d'Asburgo. Il pontefice dovette fronteggiare anche Sigismondo conte del Tirolo, che si oppose alla linea riformatrice propugnata dal cardinale e teologo Nicola Cusano.

##### La lettera a Maometto II

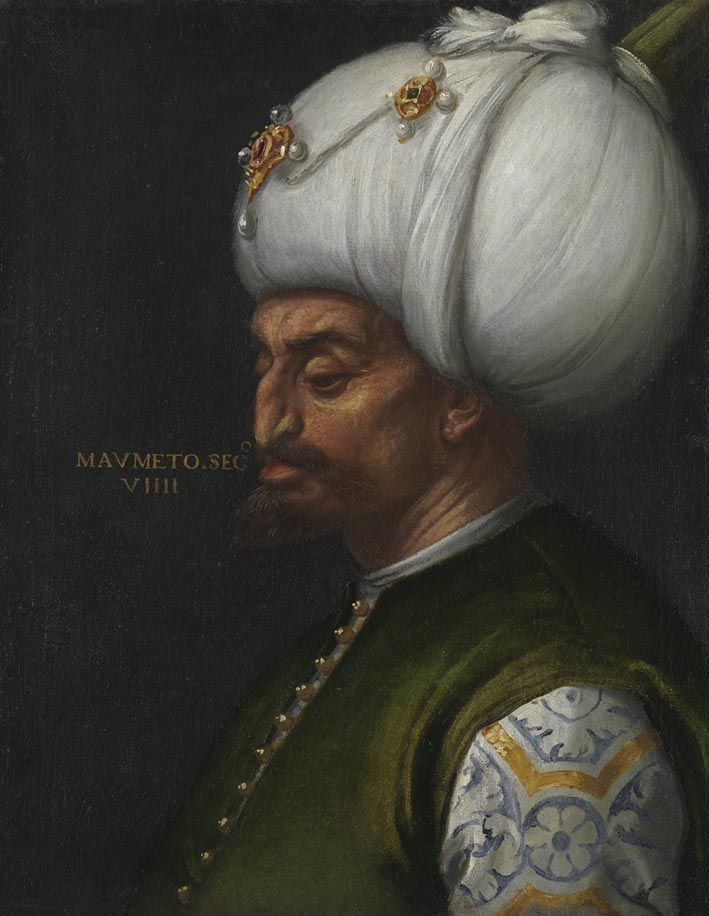
Paolo Veronese, Ritratto di Maometto II, pittura a olio, XVI secolo, Bavarian State Painting Collections, Monaco di Baviera

Di fronte allo scarso interesse delle potenze occidentali nel partecipare a una nuova crociata contro i turchi ottomani, Pio II fece circolare in Europa, a scopo polemico, una lettera al sultano Maometto II, in cui offriva al signore turco - se avesse voluto ricevere il battesimo - il titolo di imperatore romano, per il quale nessun monarca cristiano era più degno agli occhi del pontefice. Il contenuto della lettera è sintetizzato bene da Giovanni Maria Vian e da Gian Luca Potestà:
(Potestà-Vian, p. 290)
Un estratto della lettera è utile per comprendere il tono retorico e accattivante del pontefice umanista nei confronti del sultano ottomano:
(Eugenio Garin, Ritratto di Enea Silvio Piccolomini)

##### Il fallimento della crociata e la morte
(Pio II in Storia religiosa e civile dei Papi di Guglielmo Audisio)

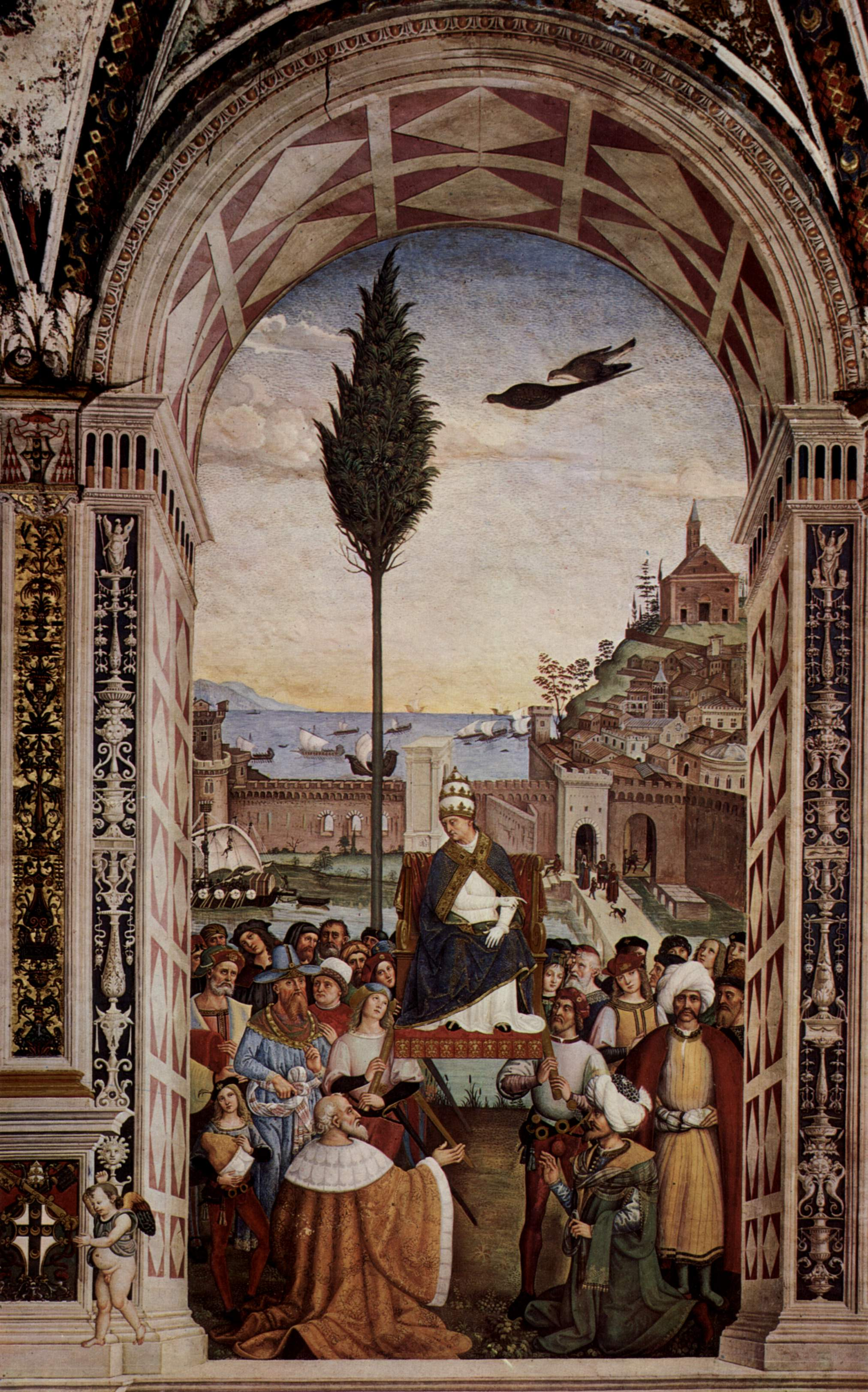
Pinturicchio, Pio II giunge ad Ancona per dare inizio alla crociata (tra il 1502 e il 1507), Libreria Piccolomini, Cattedrale di Siena

Pio era inconsapevolmente vicino alla fine, e il suo malessere probabilmente portò alla febbrile impazienza con la quale, il 18 giugno 1464, partì per Ancona allo scopo di condurre la crociata di persona. Il 19 luglio, dopo un viaggio lentissimo e prostrante a causa del caldo e delle infermità (si fermò a Fiano, a Otricoli, Narni, Spoleto, Assisi e a Loreto), il papa giunse nel capoluogo dorico, dove trovò circa cinquemila volontari affluiti da varie parti d'Europa (specialmente dalla penisola iberica e dalla Germania centrale) per imbarcarsi, come stabilito, sulle navi della flotta veneziana. Nel porto di Ancona non vi erano che due galee invece delle quaranta promesse, e nessuna nave da trasporto. Differenti erano invece gli accordi iniziali con le potenze cristiane:
(Giuseppe Lesca, I Commentarii rerum memorabilium, quae temporibus suis contigerunt, d'Enea Silvio de' Piccolomini (Pio II))

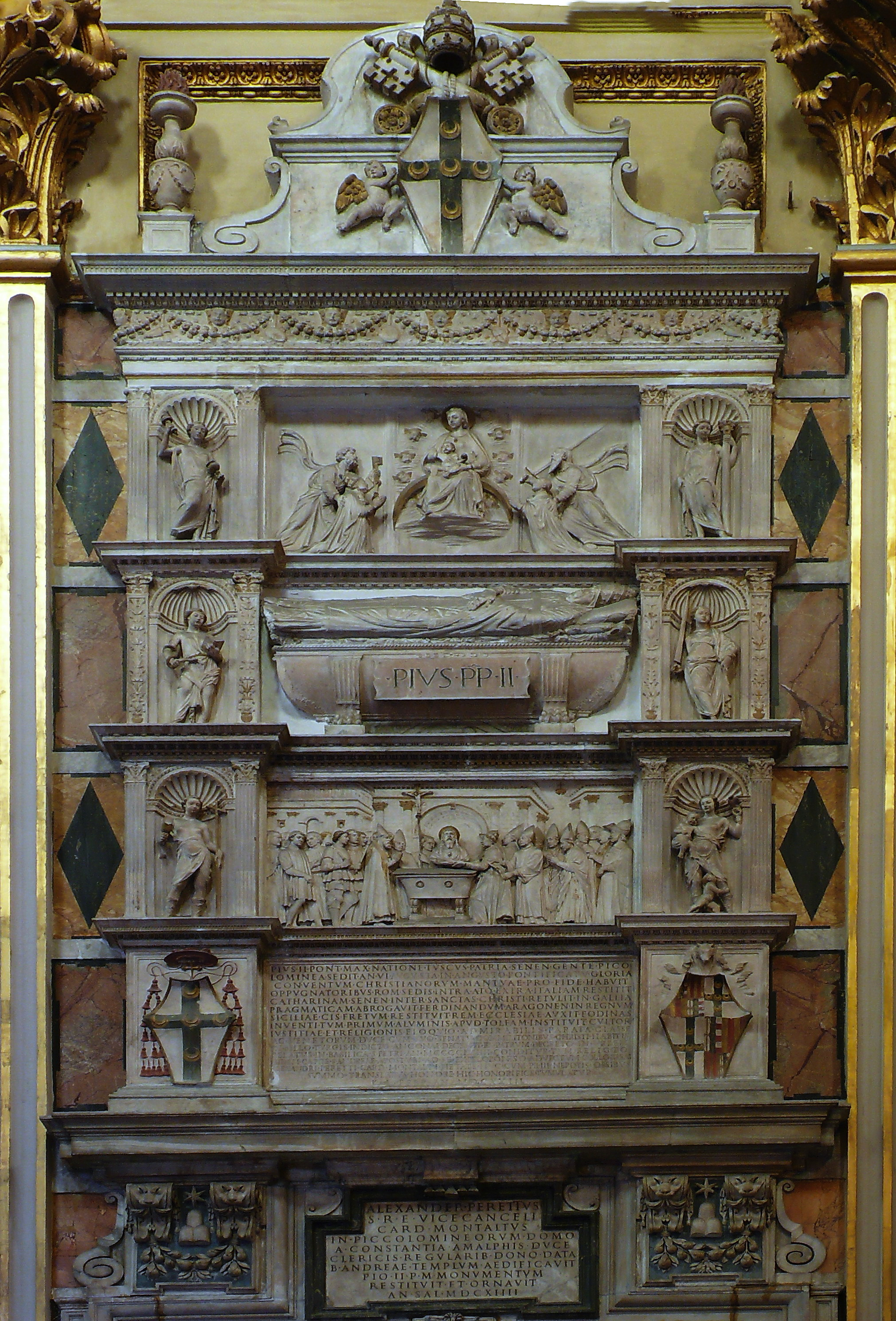
Monumento funebre di papa Pio II, basilica di Sant'Andrea della Valle, Roma

Dopo alcune settimane di vana attesa, la maggior parte dei volontari fece ritorno alle proprie case. Fiaccato dalle fatiche del viaggio ed esasperato dal comportamento dei veneziani, che non avevano mandato in tempo utile la loro flotta, Pio II fu contagiato dalla peste. Il 12 agosto giunsero da Venezia due grandi navi da trasporto e il giorno dopo dodici galee comandate dal doge Cristoforo Moro, ma il pontefice era ormai prossimo all'agonia e poté solamente vederle dalla finestra della sua camera. Spirò due giorni dopo, ad Ancona, sul colle di S. Ciriaco, la notte fra il 14 e il 15 agosto, «forse disperato» per il fallimento di quella che si rivelò un'illusione. A seguito della sua morte, la spedizione crociata, già compromessa dai ritardi accumulatisi, si sciolse, e le navi veneziane fecero vela verso la patria, dove il doge diede ordine di disarmare la flotta.
Il 17 agosto il corpo di Pio II fu trasportato a Roma, dove venne sepolto nella Cappella di San Gregorio Magno in San Pietro per poi essere traslato, assieme al corpo del nipote Pio III, da papa Paolo V nella Basilica di Sant'Andrea della Valle nell'anno 1623. Gli successe papa Paolo II.

##### Lotta al conciliarismo
«Convinto che il declino dell'influenza papale fosse dovuto all'aumentato prestigio dei Concili», Pio II rinnegò il suo passato conciliarista in una serie di documenti ufficiali volti a rafforzare l'assolutismo spirituale del pontefice. Il più importante di questi fu sicuramente la bolla Execrabilis, pubblicata il 18 gennaio 1460, con cui Pio II condannava l'invocazione dei Concili contro l'autorità del Papa stesso, anche se, come notano Karl Bihlmeyer e Hermann Tuechle, «fuori Roma ess[a] rimase spesso lettera morta». Non pago di questa ritrattazione ufficiale, Pio II il 26 aprile 1463 emise una seconda bolla, chiamata Bulla retractationis (in realtà denominata In minoribus agentes), nella quale il Papa pregava i suoi antichi avversari di «rifiutare Enea e dare ascolto a Pio» affermando di aver sbagliato come san Paolo in gioventù prima della conversione. Per usare le parole di Claudio Rendina:

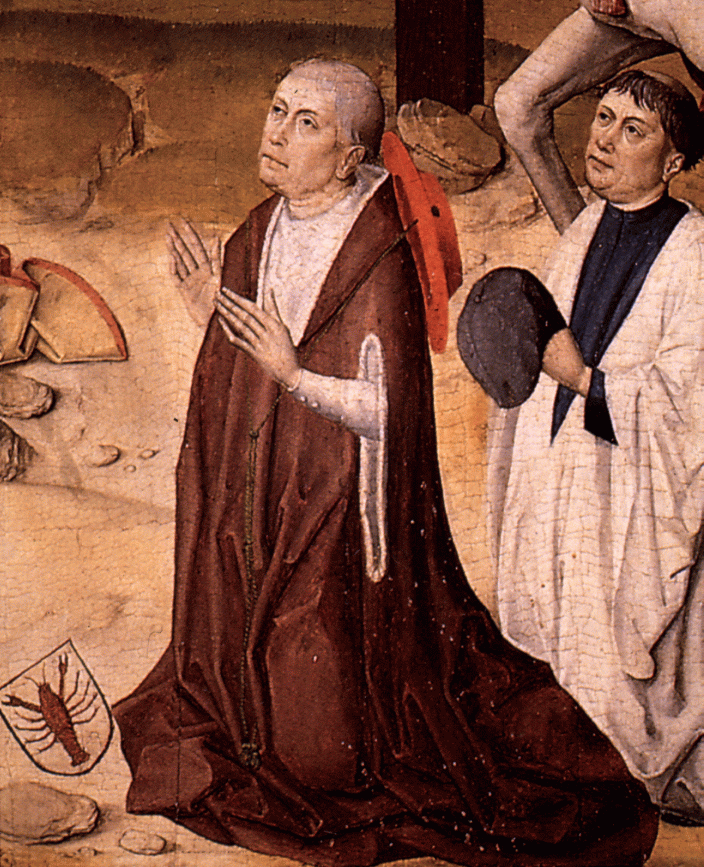
Il cardinale Niccolò Cusano, collaboratore di Pio II nella sua opera di riforma

(Claudio Rendina, I Papi: storia e segreti)

##### Tentativi di riforma e relazioni con il Sacro Collegio
Già nel 1460 Pio II tentò, con l'aiuto del cardinale Nicola Cusano, di riformare la Curia romana e, insieme con essa, i vari ordini religiosi: per quanto riguarda la prima, nominò dei referendari che, dietro giuramento, dichiararono di non prendere alcuna somma di denaro in cambio di favori e rivisitò la penitenzieria di San Pietro; per quanto riguarda i secondi, invece, promosse una serie di direttive volte a eliminare scandali quali relazioni tra monaci e monache, abuso d'ufficio e altri ancora. Nonostante ciò, i tentativi di riforma caddero nel vuoto a causa dell'eccessivo impegno del pontefice nella guerra contro i turchi, eccetto che per la riforma finanziaria che vide Pio II elaborare nella gestione delle entrate dello Stato Pontificio un bilancio preventivo, sul modello di quello attuato a Milano e a Firenze.
Non sempre facili furono i rapporti tra Pio II e i cardinali a causa del forte accentramento monarchico adottato dal pontefice: ebbe frasi sprezzanti per il cardinale Giacomo del Portogallo che si vantava della propria ascendenza reale e, ancor di più, con il suo successore al soglio petrino, il cardinale Pietro Barbo (futuro Paolo II), il quale si lamentò con il pontefice per aver rifiutato di dargli un beneficio.

##### Concistori per la creazione di nuovi cardinali
Papa Pio II durante il suo pontificato ha creato tredici cardinali nel corso di tre distinti concistori.

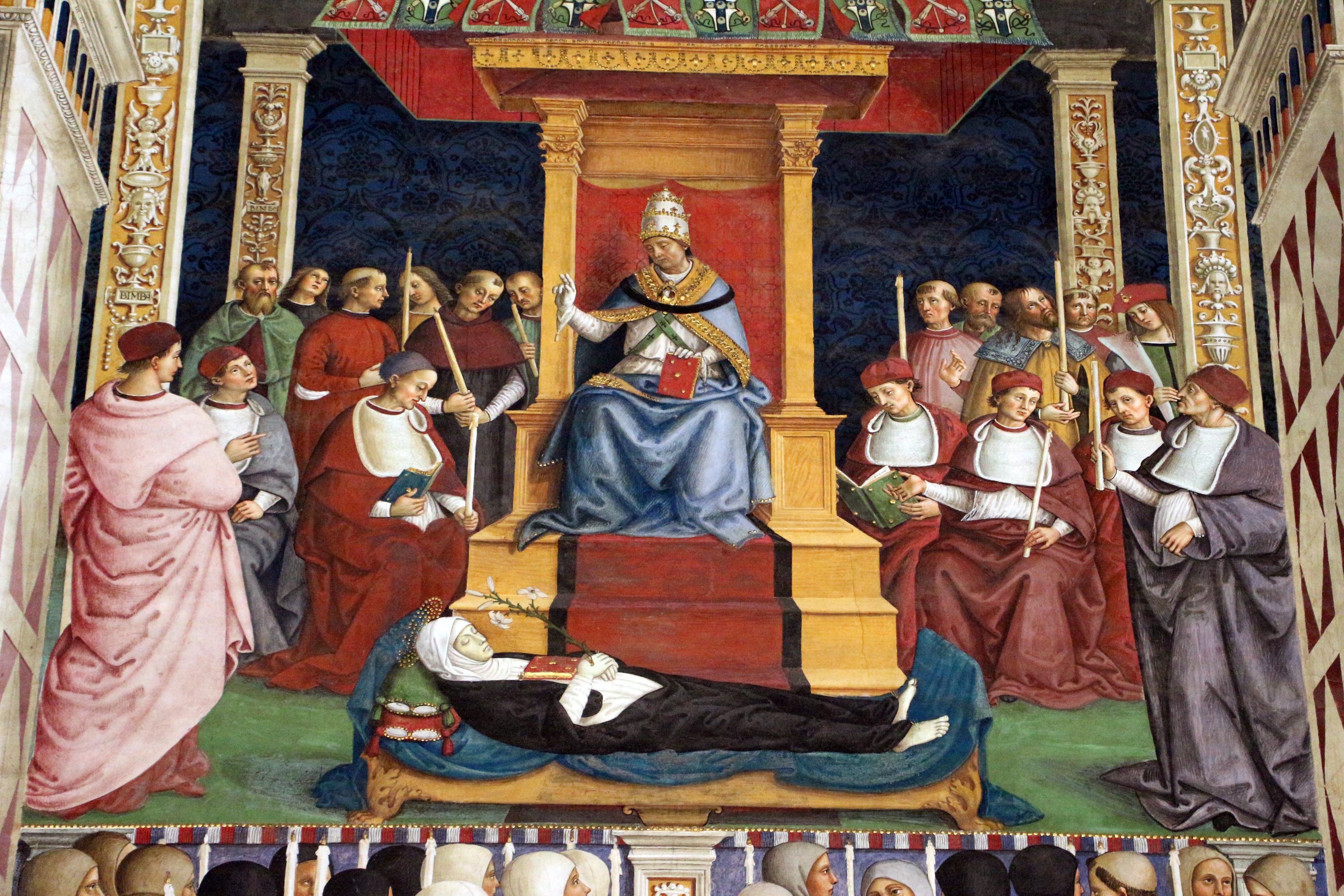
Pinturicchio, Pio II canonizza santa Caterina da Siena, affresco, Libreria Piccolomini, Cattedrale di Siena, 1502-1507

##### Canonizzazioni
Già nel corso del XIV e della prima metà del XV secolo ci furono vari tentativi, per opera specialmente di fra Tommaso d'Antonio Caffarini, di diffondere il culto popolare per Caterina da Siena, raccogliendo varie testimonianze «di religiosi e di laici, circa le virtù di C[aterina] e il culto che il popolo le veniva già tributando». Pio II, concittadino di Caterina, la canonizzò ufficialmente nel giugno del 1461, quando emanò una bolla da lui stesso redatta.

##### Contro lo schiavismo
Pio II si segnalò anche per aver combattuto la tratta degli schiavi per opera dei portoghesi, e per aver migliorato le condizioni degli ebrei all'interno dello Stato Pontificio. Nel primo caso, fu lo stesso papa Leone XIII a rievocare, nella sua lettera enciclica In Plurimis, l'azione del predecessore a favore degli schiavi:
(In plurimis)

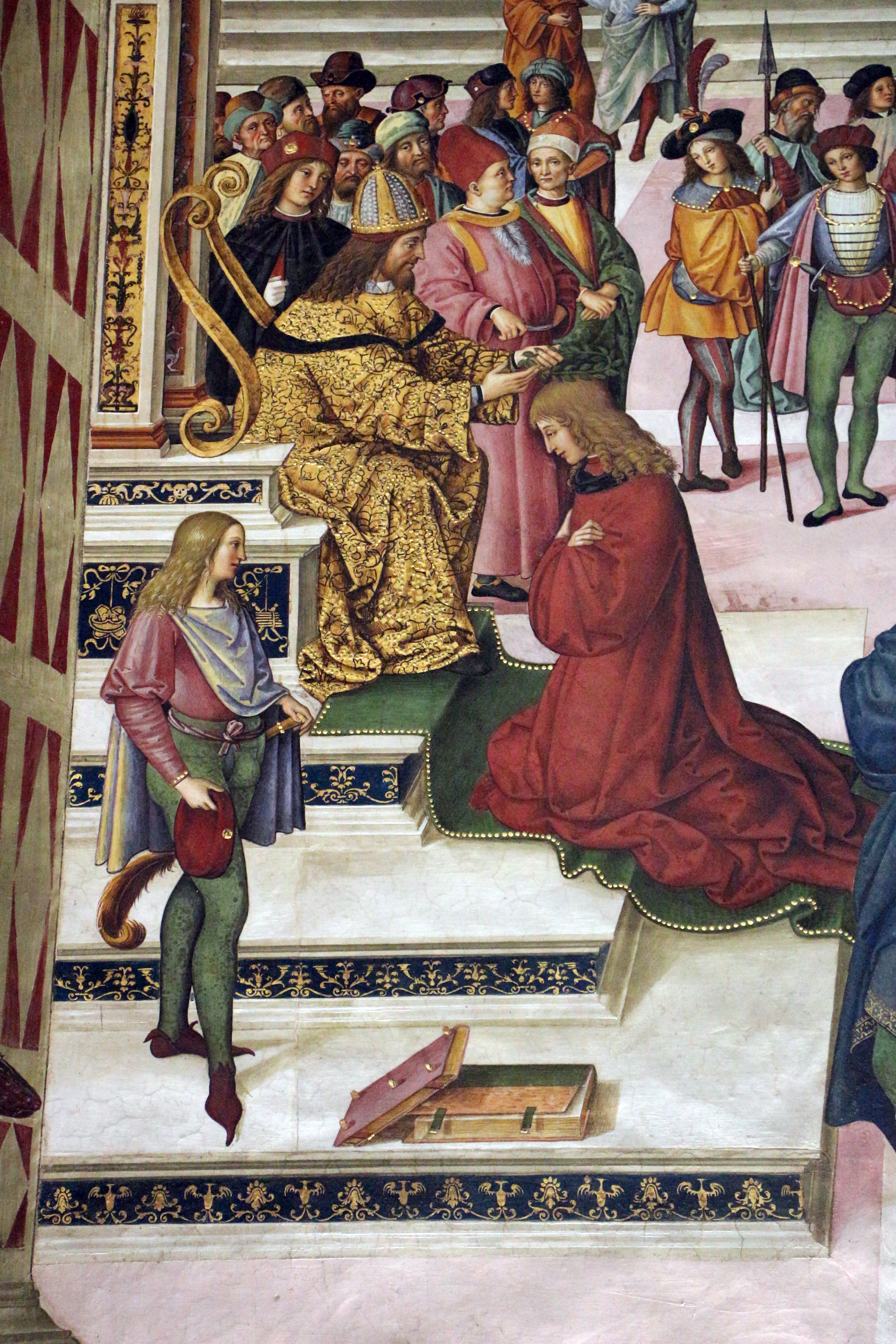
Pinturicchio, Enea Silvio Piccolomini incoronato poeta dall'imperatore Federico III, affresco, Libreria Piccolomini, Cattedrale di Siena, 1502-1507 circa

Papa Pecci si riferiva, citando Pio II, alla bolla Pastor bonus del 7 ottobre 1462 e indirizzata a Diego de Illescas, vescovo di Rubio. Nella bolla Pio ordinò ai vescovi di imporre sanzioni ai trasgressori. Pio non condannò il concetto di commercio di schiavi, ma solo la schiavitù di coloro che erano stati battezzati di recente, che rappresentavano una piccolissima minoranza di coloro che furono catturati e portati in Portogallo. Papa Urbano VIII, nella sua bolla del 22 aprile 1639, descrisse questi gravi avvertimenti di Pio (7 ottobre 1462, Apud Raynaldum in Annalibus Ecclesiasticis ad ann n. 42) come relativi ai neofiti.

##### Rapporti con gli ebrei
Per quanto riguarda gli ebrei, papa Piccolomini aveva bisogno di ogni aiuto possibile per la guerra contro i turchi: fu richiesto agli ebrei un contributo per la guerra santa ma, visto l'esito fallimentare, venne restituita loro parte della somma. In generale, comunque, li protesse dalle angherie dovute al diffuso antigiudaismo presente nella società e nella teologia cristiana dell'epoca.

#### Relazioni coi monarchi cristiani

##### Francia

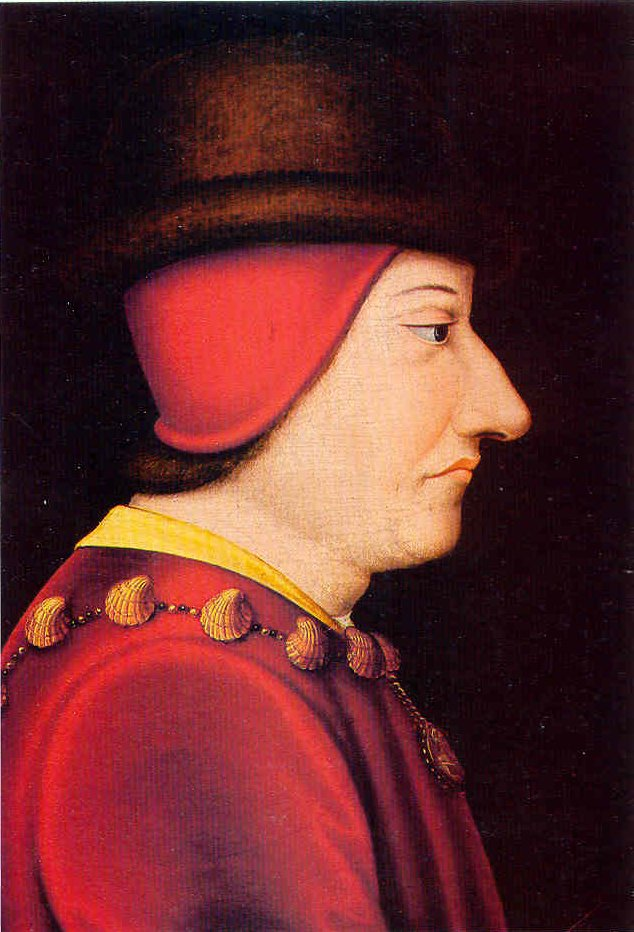
Re Luigi XI di Francia, con cui Pio II ebbe un rapporto altalenante riguardo alla Prammatica Sanzione di Bourges

Oltre ai fatti di Mantova, Pio intervenne nelle vicende dei regni d'Europa per altre questioni. In primo luogo, deplorò a Carlo VII di Francia (1422-1461) l'approvazione della Prammatica Sanzione di Bourges con la quale il gallicanesimo riaffiorò in tutto il suo vigore nel regno transalpino. Trovato un difficile interlocutore nel re Carlo, infastidito anche dal favore papale per Ferrante d'Aragona, Pio II ottenne dall'allora delfino Luigi la promessa di ripudiare la politica paterna ma, non appena asceso al trono come Luigi XI, questi pretese in cambio i diritti degli Angioini sul trono napoletano e, davanti all'insuccesso della spedizione di Giovanni d'Angiò a Napoli, rimise in vigore il decreto paterno.

##### Germania
Il pontefice, per i suoi propositi di crociata, aveva bisogno dell'aiuto anche della Germania. Qui era scoppiata una guerra civile, oltre che tra il vescovo-principe di Colonia e il duca di Kleve, anche tra Ludovico IX di Baviera e il margravio del Brandeburgo Alberto Achille e, per cercare di riportare all'ordine i principi tedeschi, inviò il cardinale Bessarione che, però, fallì le trattative di pace eclissando così l'aiuto del Sacro Romano Impero.

##### Regno di Napoli
Mentre Pio II era a Mantova, a Napoli ci fu un tentativo di sollevazione contro Ferdinando d'Aragona per opera di Giovanni d'Angiò, figlio di Renato duca d'Angiò. I filo-francesi furono inascoltati da Pio che continuava a sostenere Ferdinando quale legittimo re del trono partenopeo che, in cambio, sarebbe diventato feudatario del pontefice. Raggiunto questo accordo, Ferdinando fu incoronato il 4 febbraio 1459. Ferrante, per ringraziare il Pontefice dell'investitura, volle, nel 1461, che Maria, sua figlia naturale sposasse Antonio Piccolomini nipote del Papa, dandole in dote il Ducato di Amalfi, il Contado di Celano e l'ufficio di Gran Giustiziere per il marito.

##### Regno d'Ungheria

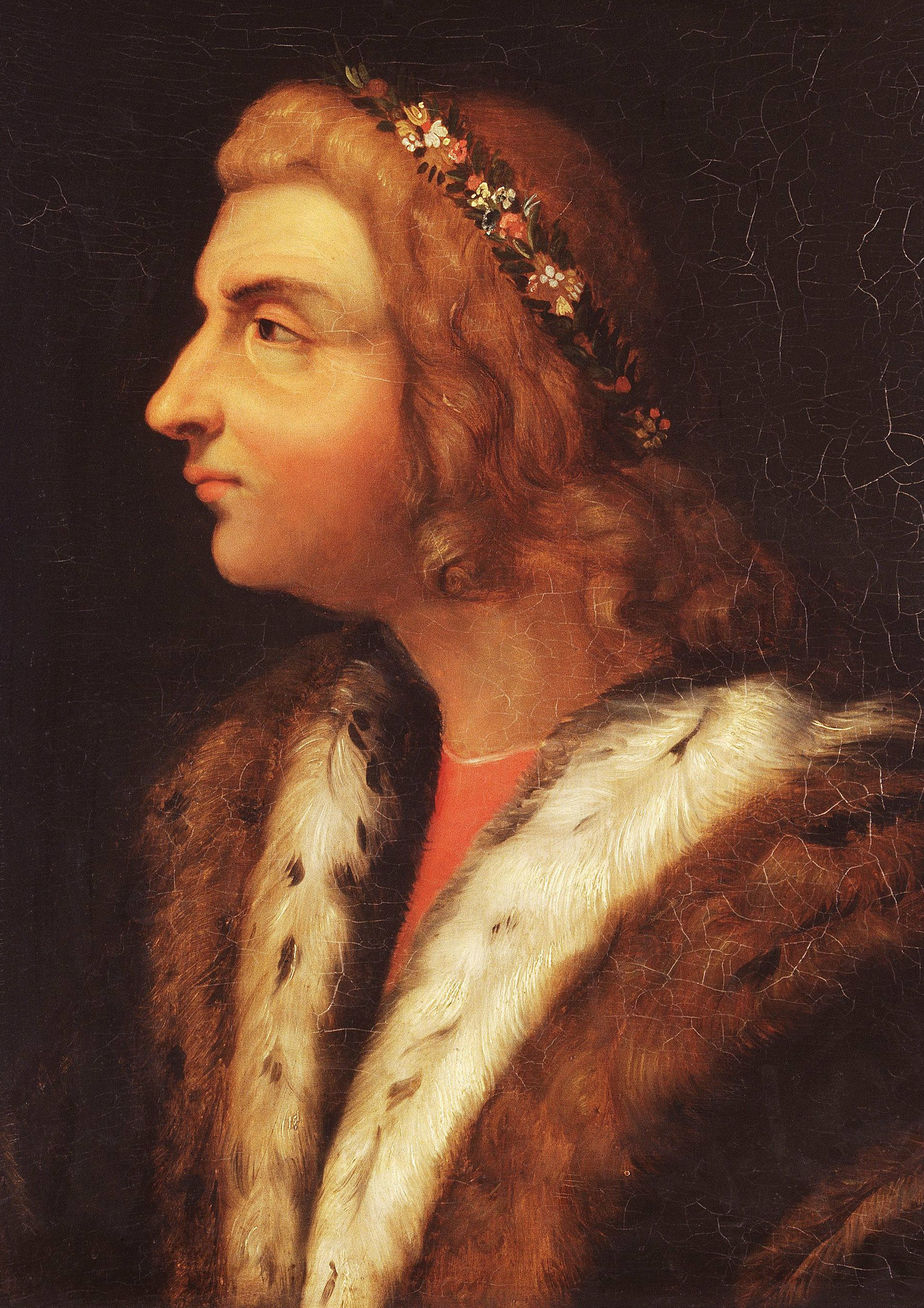
Peter Paul Rubens, Ritratto di Mattia Corvino, affresco, 1612-1616, DAMS Antwerpen

Governato dall'energico Mattia Corvino, il Regno d'Ungheria era visto dal papa come l'estremo baluardo della cristianità contro l'espansione ottomana. A Mattia Corvino, infatti, accordò la corona del regno magiaro in un'ottica di rafforzamento del fronte antiturco, come esposto da Marco Pellegrini:
(Marco Pellegrini, Pio II in Enciclopedia dei Papi)

#### Governo dello Stato Pontificio

##### Le varie rivolte, Sigismondo Malatesta e la monarchia papale
Tra il 1460 e il 1461 Pio II, affidato l'esercito a Federico da Montefeltro, stroncò le rivolte baronali che si stavano levando nella campagna romana, eliminandone i capi, tra cui spiccava Jacopo Savelli. Stessa sorte toccò al bandito Tiburzio della Palombara, legato alla causa del Savelli. Negli altri territori dello Stato Pontificio, Pio II dovette combattere contro il Signore di Rimini e Fano Sigismondo Malatesta, con cui entrò in contrasto già a partire dall'ottobre del 1460. In sostanza, con Pio II si procedette al rafforzamento della monarchia papale in senso territoriale prima ancora che in senso spirituale e universale, decisione criticata severamente da uno storico della Chiesa come Walter Ullmann.

##### Nepotismo e fondazione di Pienza
(Pierluigi de Vecchi ed Elda Cerchiari, Dal Gotico Internazionale alla Maniera Moderna, in Arte nel tempo)

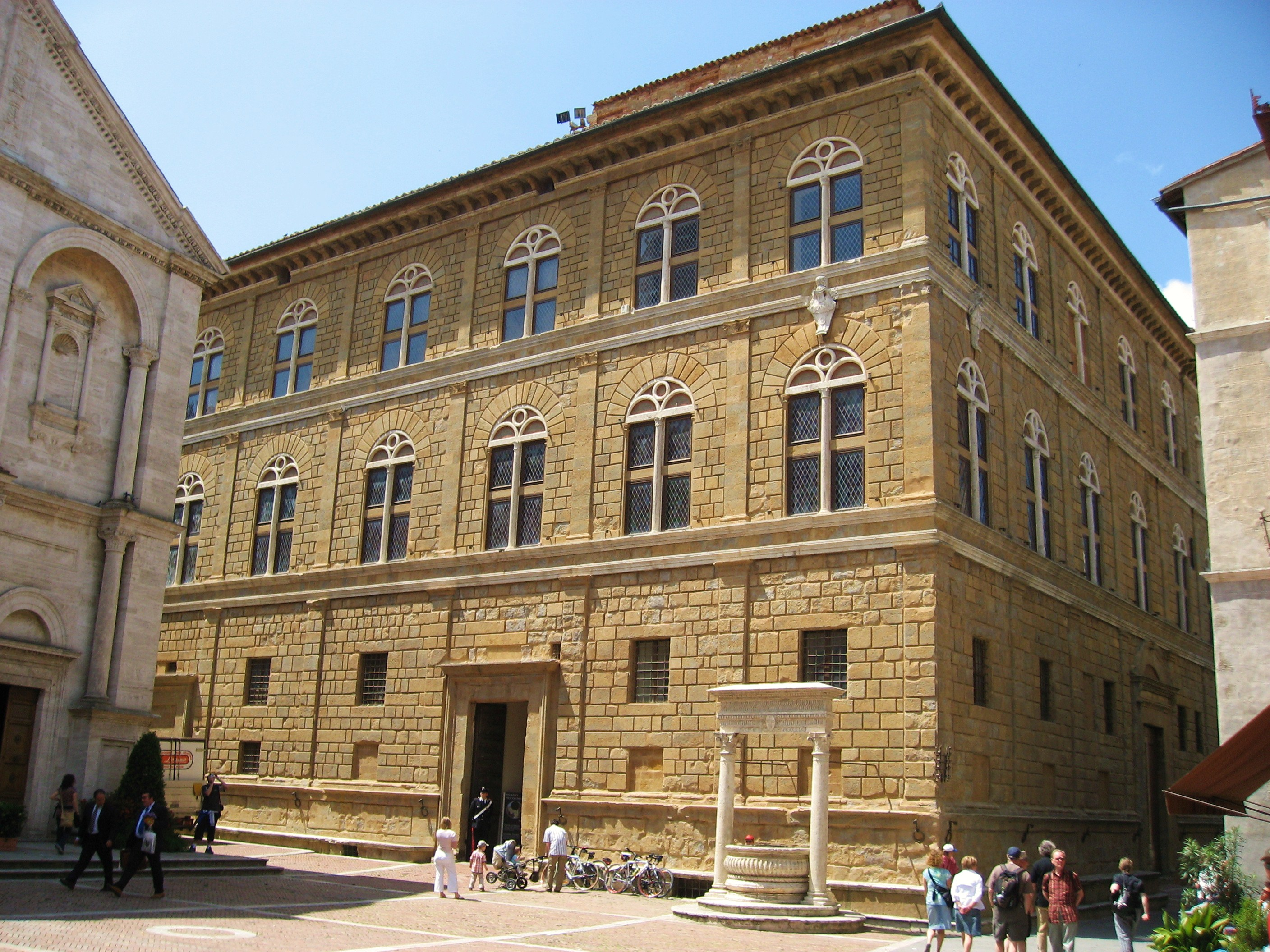
Il Palazzo Piccolomini voluto da Pio II a Pienza

Da sovrano pontefice, Pio non dimenticò affatto né i parenti, né la città natale di Corsignano. Riguardo ai primi, Pio praticò il nepotismo elevando alla dignità cardinalizia due suoi nipoti (tra i quali il già citato Francesco Todeschini-Piccolomini, futuro Pio III) e favorendo i parenti perché gli fossero d'aiuto nei progetti di governo. Per quanto riguarda il "nepotismo urbanista", il nome di Pio II è legato alla rifondazione di Corsignano col nome di Pienza. I lavori urbanistici, affidati al Rossellino e incominciati nel 1459, terminarono il 29 agosto del 1462, data in cui il pontefice consacrò la Cattedrale. Città basata sul modello della città ideale, fondata sulla base delle necessità dell'uomo, Pienza può essere considerato uno dei lasciti più significativi e celebri del papa senese. In essa, infatti, papa Piccolomini intendeva ricostruire dalle basi la natia Pienza per fondare «un centro urbano fortemente degno e in ideale antitesi con l'altra città che l'aveva, con la sua famiglia, ingiustamente emarginato: Siena». Durante un viaggio da Roma a Mantova, infatti, Pio II visitò Corsignano e, vedendo le condizioni disastrose del borgo, decise di trasformarlo in una città rinascimentale. Con l'aiuto di architetti di fama, tra cui Bernardo Rossellino e Leon Battista Alberti, avviò il progetto di rinnovamento che avrebbe dato alla città una nuova forma, basata sui principi dell'umanesimo e della prospettiva. L'opera di trasformazione fu completata tra il 1459 e il 1462, con la creazione di piazze, palazzi e chiese che riflettevano l'eleganza e la razionalità della cultura rinascimentale. La piazza principale di Pienza, con la sua pianta trapezoidale, divenne emblema di un modello urbano che integrava armoniosamente i principi di bellezza e funzionalità. La sua città ideale, Pienza, e il suo mecenatismo culturale restano ancora oggi una testimonianza della sua eredità come uno dei più grandi pontefici del Rinascimento. In misura minore, infine, Pio II continuò il nepotismo "urbanista" dando inizio alla realizzazione del castello di Tivoli che verrà ultimato nel 1560 sotto Pio IV e che diventerà la residenza estiva dei pontefici.

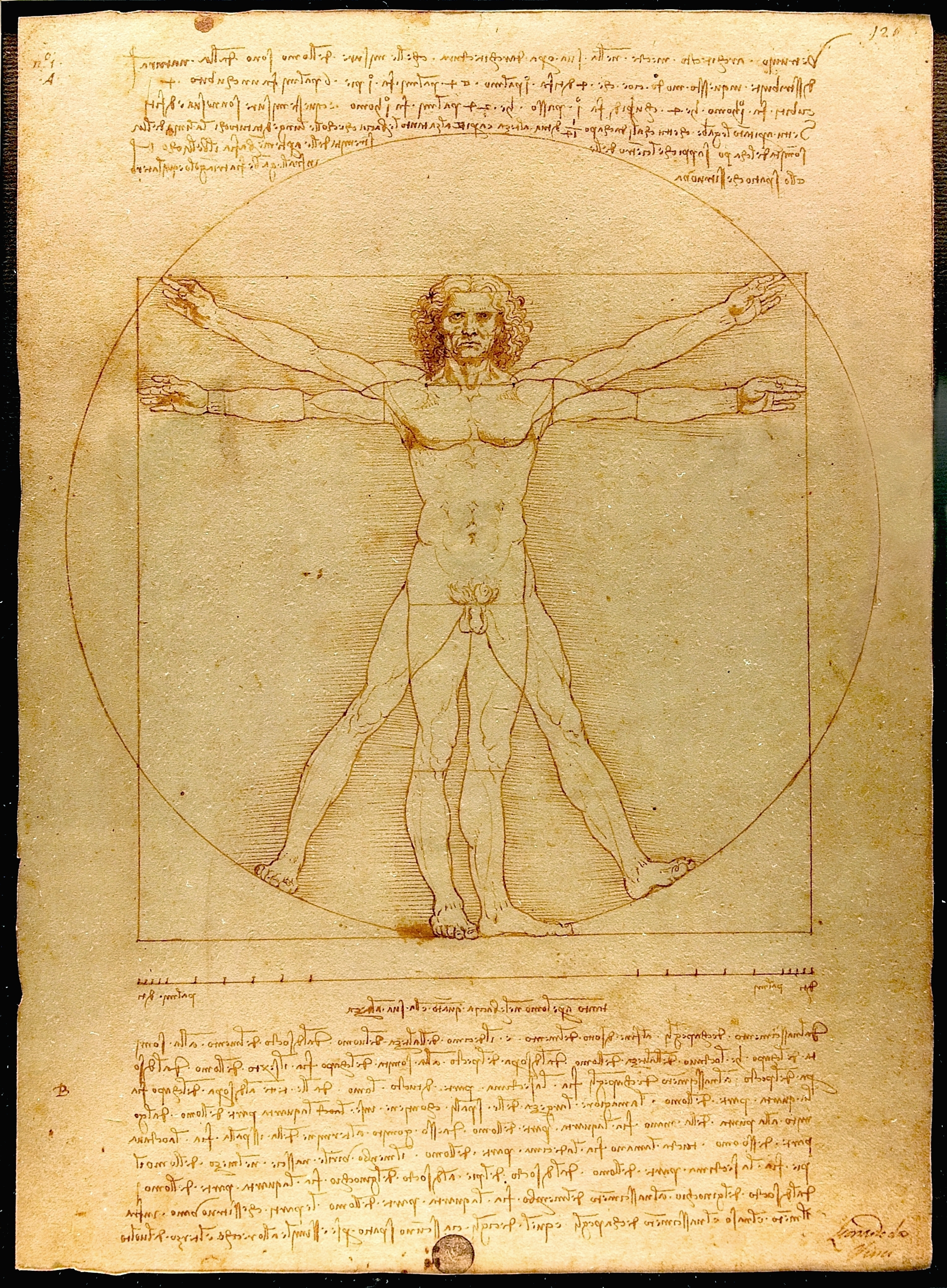
Leonardo da Vinci, Uomo vitruviano, 1492, Gallerie dell'Accademia, Venezia. LUomo vitruviano di Leonardo è considerato il manifesto in chiave visiva del movimento umanista cui Enea Silvio Piccolimini appartenne.

#### Patrono di arti e scienze
Il mecenatismo di Pio II, papa umanista, si sviluppò in un periodo cruciale della storia del Rinascimento e si espresse in diverse forme, tra cui l'architettura, la letteratura e le arti visive. Pio II, come già ricordato, fu uno dei più grandi mecenati del Quattrocento, noto per il suo impegno nella promozione delle arti e delle lettere. La sua visione culturale si radicava nell'umanesimo e fu espressa principalmente nella trasformazione del suo paese natale, Corsignano, in una città ideale che prese il nome di Pienza, un simbolo del Rinascimento. Pio II, inoltre, fondò l'Università di Basilea, la più antica università della Svizzera, con bolla pontificia del 12 novembre 1459 e, vedendo come gli antichi monumenti romani fossero smantellati per ricavarne materiale edile, emanò appositamente una bolla per proteggerli. Nonostante Pio II fosse uno dei più significativi umanisti della sua epoca, rispetto al predecessore Niccolò V non fu un grande protettore dei letterati, limitandosi a ripristinare l'ufficio degli abbreviatori pontifici, caduti in disgrazia sotto Callisto III. Difatti «i letterati che vennero direttamente sovvenzionati da P[io] furono...assai pochi: fra questi si ricorda Giovanni Antonio Campano, suo poeta aulico, biografo e revisore letterario, e il senese Francesco Patrizi». Tra i suoi contemporanei, però, bisogna ricordare che Pio II ebbe grande stima dello storico e umanista Flavio Biondo che, durante il congresso di Mantova, completò il suo capolavoro, la Roma Triumphans, dedicandolo al pontefice. In una lettera da Wiener Neustadt (dove si trovava nel marzo 1455) indirizzata al cardinale spagnolo Juan de Carvajal, Pio II menzionò l'arte della stampa. Si tratta della prima citazione della stampa nella letteratura italiana. Nel campo delle arti visive, Pio II promosse la realizzazione di opere per decorare i luoghi a lui più cari, come la Libreria Piccolomini a Siena, dove affreschi di Bernardino di Betto Betti, detto il Pinturicchio, raccontano la sua vita. Questi affreschi, realizzati tra il 1503 e il 1508, sono oggi considerati uno dei più grandi capolavori dell'arte rinascimentale.

## Pio II nella storiografia
(Bartolomeo Platina, Le vite dei pontefici)

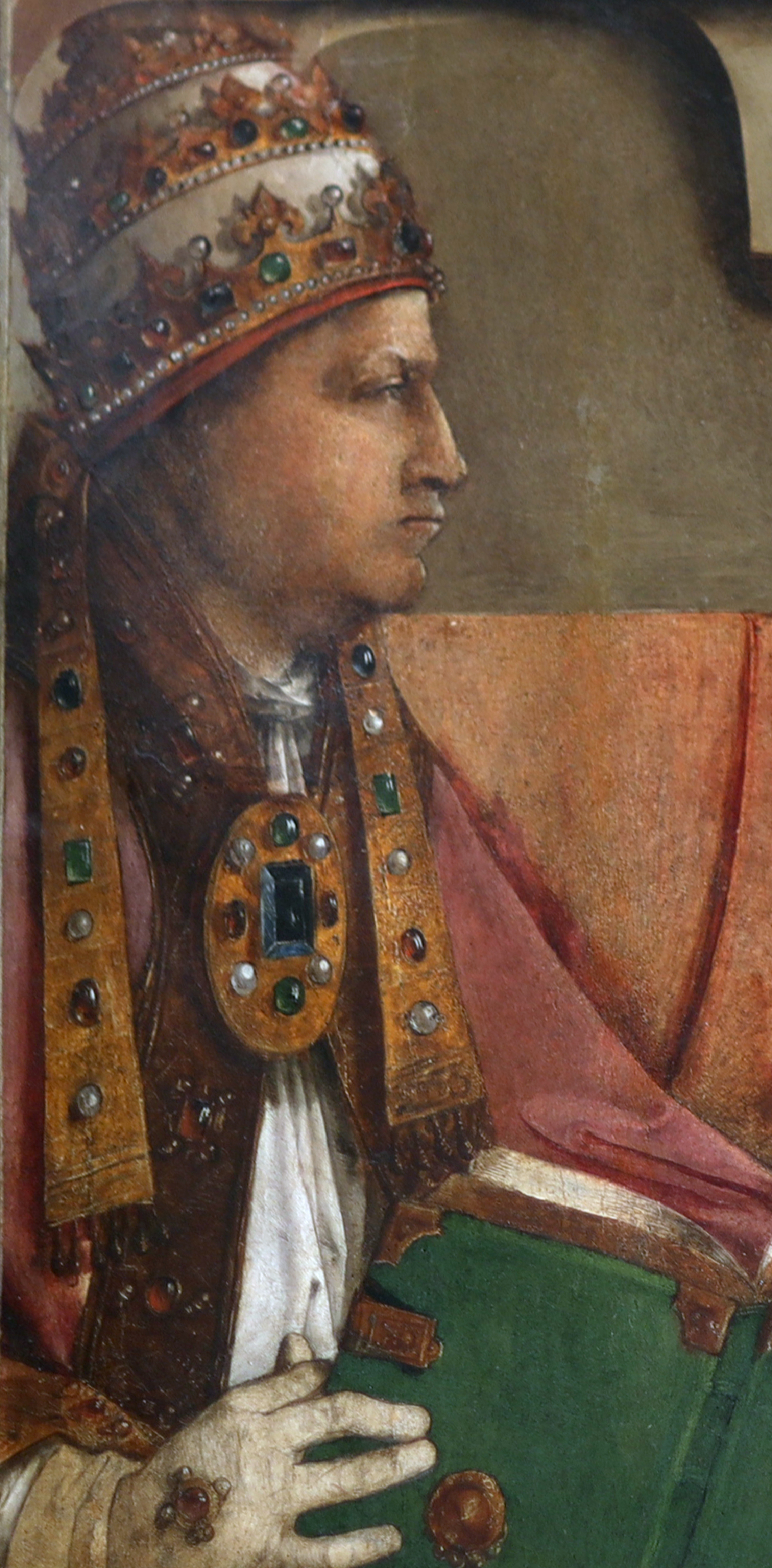
Giusto di Gand e Pedro Berruguete, Pio II Pontefice Massimo (pittura su tavola, 1476 ca.), Studiolo di Federico da Montefeltro, Urbino

Pio fu uno dei più interessanti successori di Pietro. Il pontefice non si dimostrò soltanto un eccezionale uomo di lettere e uno degli intellettuali più colti della sua epoca, ma anche una personalità camaleontica, capace di assumere il colore delle circostanze che gli stavano attorno. Mentre competeva con ogni altro uomo in industriosità, prudenza, saggezza e coraggio, eccelse nella semplicità dei gusti, nella costanza degli affetti, nella gentile allegria, nella magnanimità e nella pietà. E tali virtù non erano frutto di un semplice calcolo politico, ma la conseguenza di una «conversione morale profonda e duratura» grazie alla quale si prodigò «nel mettere al servizio non solo della propria ascesa sociale, ma anche del bene comune, le proprie doti».
Una facoltà peculiare di Enea Silvio Piccolomini fu quella di adattarsi perfettamente a qualsiasi incarico venisse chiamato a occupare. Fu una sua fortuna che ogni passo nella vita lo aveva posto in circostanze che si appellavano sempre più alla parte migliore della sua natura, un appello al quale non mancò mai di rispondere. L'avventuriero poco scrupoloso e il narratore licenzioso degli anni precedenti l'ascesa al Soglio pontificio, sedette in modo abbastanza naturale sullo scranno di San Pietro, e dalle risorse del suo carattere versatile, forgiato dalla conoscenza degli uomini e dell'etica, produsse senza sforzo apparente tutte le virtù e le qualità richieste dal suo nuovo stato.
Come capo della Chiesa fu abile e sagace, e mostrò di comprendere le condizioni alle quali poteva essere mantenuto il suo monopolio del potere spirituale; le sue idee erano lungimiranti e liberali; e si fece influenzare poco dai fini personali. Pio è interessante, in particolare, come il tipo di studioso e pubblicista che si fa strada per la sua forza intellettuale, facendo intravedere quell'età di là da venire in cui la penna deve essere più forte della spada; e non di meno come la figura in cui, più che in ogni altra, lo spirito medioevale e quello umanistico s'incontrano, e dove il secondo prende definitivamente il sopravvento sul primo.
Il giudizio dato dallo storico della Chiesa tedesco Ludwig von Pastor è quanto mai eloquente nell'espressione di un giudizio finale sulla figura e sulla condotta di Pio II:
(Ludwig von Pastor, The history of the popes from the close of middle ages)

## Opere

### ICommentarii
Papa Pio fu un autore versatile e prolifico, per Guido Cappelli uno dei più significativi umanisti del XV secolo. La sua opera più importante sono i Commentarii rerum memorabilium quae temporibus suis contigerunt (cioè I Commentari delle cose memorabili che accaddero ai suoi tempi), la cui stesura lo impegnò negli anni 1462-1463/1464. Scritti in terza persona come i Commentarii cesariani, sono divisi in dodici libri come l'Eneide e hanno come scopo principale quello di celebrare la figura del pontefice, dipingendolo come uomo retto e prodigo nei confronti dei bisogni della cristianità. I Commentarii non si limitano però a un mero narcisismo autocelebrativo: il Piccolomini descrive il mondo in cui vive, i suoi viaggi, le abitudini degli uomini che ha incontrato, dandoci così un potente affresco della società rinascimentale da un lato; dall'altro, hanno anche la finalità di esortare i cristiani alla riscoperta della propria fede, spronandoli alla riscossa. Stefan Bauer così commenta le finalità dell'opera:
(Stefan Bauer, Piccolomini, Enea Silvio)
Pubblicati nel 1584 (oltre un secolo dopo), essi furono attribuiti a tal Gobelinus (ossia Giovanni Gobelino, un parente tedesco dei Piccolomini), che ne fu in realtà soltanto il copista. L'edizione dell'opera, che fu curata dall'arcivescovo di Siena Francesco Bandini (1529-1588) e dedicata a papa Gregorio XIII, fu alterata pesantemente, mutilandola dei passi più scabrosi e scandalosi e modificandone lo stile. Numerosi passaggi soppressi all'epoca della pubblicazione sono stati pubblicati nella Transazione dell'Accademia Nazionale dei Lincei da Giuseppe Cugnoni, assieme ad altre opere inedite, nel 1984.

### Cinthia
Cinthia è una raccolta di ventitré liriche amorose di matrice classicheggiante il cui titolo richiama alla memoria la donna amata dal poeta latino Properzio. Composta tra il 1423 e il 1442, rappresenta la preparazione, sul campo della poesia, del giovane Enea Silvio Piccolomini verso forme più complesse quali la commedia Chrysis o la Historia de duobus amantibus.

### Historia de duobus amantibus

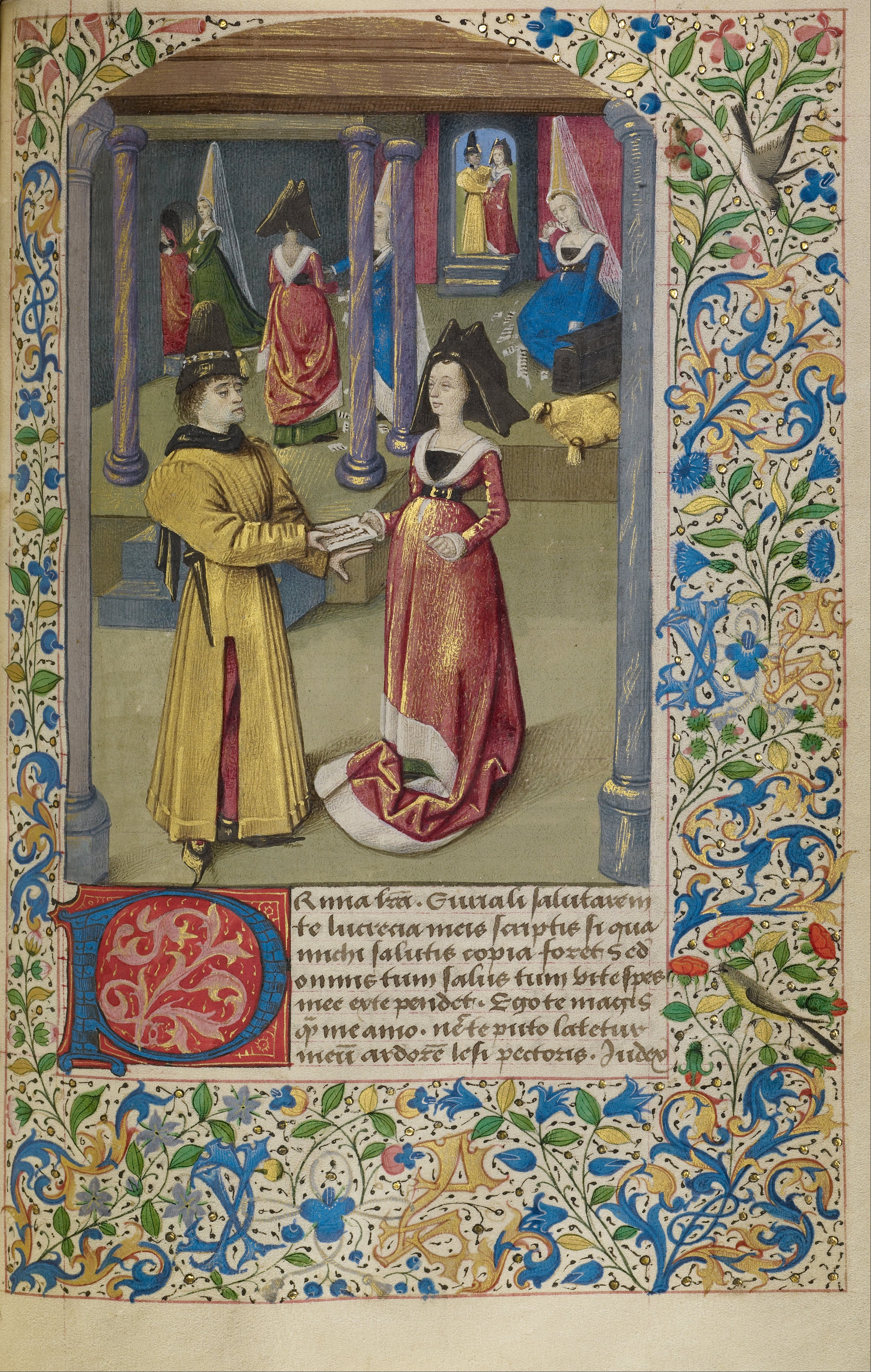
Anonimo, Eurialo manda la sua prima lettera a Lucrezia, 1460-1470, Jean Paul Getty Museum. L'episodio è tratto dalla Historia de Duobus Amantibus di Enea Silvio Piccolomini.

Scritta nel 1444 ed edita coi caratteri a stampa nel 1469, la Historia de duobus amantibus è situata a Siena e ruota intorno alla storia d'amore tra Lucrezia, una donna sposata, ed Eurialo, uno degli uomini che servono l'imperatore Sigismondo. Dopo un inizio incerto, in cui ciascuno dei due è innamorato ma è ignaro al contempo di essere ricambiato, Lucrezia ed Eurialo incominciano una fitta corrispondenza, che occupa la maggior parte del resto del romanzo.

### Chrysis
Composta a Norimberga nel 1444, mentre il Piccolomini si trovava in missione diplomatica per conto del pontefice, la Chrysis è una commedia dal sapore licenzioso e goliardico del rinascente teatro umanistico in lingua latina in cui i protagonisti sono delle cortigiane e dei chierici, mettendo alla berlina certi costumi clericali.

### Altre opere
- Libellus dialogorum de generalis concilii auctoritate et gestis Basileensium (genere storico): scritto nel 1440, il Piccolomini espone la superiorità del Concilio sul Papa nelle decisioni che riguardano la Chiesa Universale[24]. Ricusato nel 1450 in un'epistola al cardinale Carvajal, il libellus fu uno dei principali strumenti usati dai protestanti nel XVI secolo[27].
- De viris illustribus: opera rimasta incompiuta e conservata in un solo codice con la storia del Concilio di Basilea[11].
- De rebus Basileae vel stante vel dissoluto concilio gestis commentariolum (genere storico): scritto nel 1450, è la retractatio letteraria del Libellus dialogorum, in cui il vescovo di Trieste ritratta le posizioni conciliariste per difendere, invece, la plenitudo potestatis pontificia[11].
- De liberorum educatione (1450): trattato pedagogico dedicato al giovane sovrano Ladislao Postumo[118] in cui si sostiene l'importanza primaria dello studio della lingua latina per la formazione culturale della persona[39].
- Historia rerum Frederici III imperatoris (genere storico): 1452-1458, elogio del protettore Federico III[39].
- Dialogorum libellus de somnio quodam (1453-1455), in cui Piccolomini avverte sull'utilizzo delle fonti e la loro attendibilità attraverso il genere della visione e del viaggio nell'aldilà, ove incontra san Bernardino da Siena[11].
- Historia Austrialis (1453-1455), composta in tre redazioni, tratta della descrizione dell'Austria[11].
- Germania (1457): descrizione geo-politica del Sacro Romano Impero sul modello della Germania di Tacito, estremamente dettagliata grazie ai viaggi diplomatici compiuti dal Piccolomini nei territori imperiali[39].
- De Europa (1458): abbozzo di un trattato geopolitico dal sapore internazionale[39]. Il modello, così come per gli altri trattati geopolitici, sono Plinio il Vecchio e Strabone[119].
- Cosmographia: trattato di natura astronomica scritto nel 1458[39] e rimasto incompiuto[11].
- Historia Bohemica (genere storico): 1458, esposizione delle vicende riguardanti l'eresia hussita[39].
- De Asia (1461): abbozzo per la raffigurazione geografica del continente asiatico[120].
- Epistole (in particolare la Epistola ad Mahometem[121]). Seguendo il modello umanista di conservare le proprie epistole pubbliche e private (modello a sua volta fondato sulle Familiares e le Seniles di Petrarca), Piccolomini decise di comporre un epistolario volto a mostrare le sue inclinazioni letterarie e i suoi impegni politici[122].

## Genealogia episcopale e successione apostolica
La genealogia episcopale è:
- Cardinale Juan de Carvajal[78]
- Papa Pio II

La successione apostolica è:
- Vescovo Ján Haz (1450)
- Cardinale Juan de Torquemada, O.P. (1463)
- Vescovo Sigmund von Lamberg (1463)

## Il palio in suo onore
Il 2 luglio del 2005, in occasione del sesto centenario della sua nascita, a Siena fu corso il palio in suo onore, vinto dalla Nobile Contrada del Bruco con il cavallo Berio montato dal fantino Luigi Bruschelli detto Trecciolino.

## Ascendenza
L'albero genealogico di papa Pio II si trova nella seguente ricostruzione operata da A. Lisini e A. Liberati nel 1900 e conservata nella Biblioteca dell'Istituto Austriaco di Cultura di Roma:
|                      |   |                  | Genitori          |  |  | Nonni |  |  | Bisnonni         |  |  | Trisnonni           |  |
|                      |   |                  |                   |  |  |       |  |  | Enea Piccolomini |  |  | Corrado Piccolomini |  |
|                      |   |                  |                   |  |  |       |  |  | Enea Piccolomini |  |  | Corrado Piccolomini |  |
|                      |   | Mancinella ?     |                   |  |  |       |  |  | Enea Piccolomini |  |  |                     |  |
| Silvio Piccolomini   |   |                  |                   |  |  |       |  |  | Enea Piccolomini |  |  |                     |  |
|                      |   | Giovanna Tolomei | Tengoccio Tolomei |  |  |       |  |  |                  |  |  |                     |  |
|                      |   | Giovanna Tolomei | Tengoccio Tolomei |  |  |       |  |  |                  |  |  |                     |  |
|                      |   | Giovanna Tolomei | …                 |  |  |       |  |  |                  |  |  |                     |  |
| Silvio Piccolomini   |   | Giovanna Tolomei |                   |  |  |       |  |  |                  |  |  |                     |  |
|                      |   | Pietro Scala     | Naddo Scala       |  |  |       |  |  |                  |  |  |                     |  |
|                      |   | Pietro Scala     | Naddo Scala       |  |  |       |  |  |                  |  |  |                     |  |
|                      |   | Pietro Scala     | …                 |  |  |       |  |  |                  |  |  |                     |  |
| Montanina Scala      |   | Pietro Scala     |                   |  |  |       |  |  |                  |  |  |                     |  |
|                      |   | …                | …                 |  |  |       |  |  |                  |  |  |                     |  |
|                      |   | …                | …                 |  |  |       |  |  |                  |  |  |                     |  |
|                      |   | …                | …                 |  |  |       |  |  |                  |  |  |                     |  |
| Pio II               |   | …                |                   |  |  |       |  |  |                  |  |  |                     |  |
|                      | … | …                |                   |  |  |       |  |  |                  |  |  |                     |  |
|                      | … | …                |                   |  |  |       |  |  |                  |  |  |                     |  |
|                      | … | …                |                   |  |  |       |  |  |                  |  |  |                     |  |
| …                    | … |                  |                   |  |  |       |  |  |                  |  |  |                     |  |
|                      |   | …                | …                 |  |  |       |  |  |                  |  |  |                     |  |
|                      |   | …                | …                 |  |  |       |  |  |                  |  |  |                     |  |
|                      |   | …                | …                 |  |  |       |  |  |                  |  |  |                     |  |
| Vittoria Forteguerri |   | …                |                   |  |  |       |  |  |                  |  |  |                     |  |
|                      |   | …                | …                 |  |  |       |  |  |                  |  |  |                     |  |
|                      |   | …                | …                 |  |  |       |  |  |                  |  |  |                     |  |
|                      |   | …                | …                 |  |  |       |  |  |                  |  |  |                     |  |
| …                    |   | …                |                   |  |  |       |  |  |                  |  |  |                     |  |
|                      |   | …                | …                 |  |  |       |  |  |                  |  |  |                     |  |
|                      |   | …                | …                 |  |  |       |  |  |                  |  |  |                     |  |
|                      |   | …                | …                 |  |  |       |  |  |                  |  |  |                     |  |
|                      |   | …                |                   |  |  |       |  |  |                  |  |  |                     |  |

## Opere
- (PT, LA) Pio II, Commentarii rerum memorabilium quae temporibus suis contigerunt, a cura di Darcy Carvalho, San Paolo, 15 agosto 2014. URL consultato il 17 dicembre 2019.

### Esplicative
1. ↑  Dei diciotto fratelli raggiunsero l'età adulta, oltre a Enea Silvio, le sorelle Caterina e Laudomia, quest'ultima madre del futuro pontefice Pio III. Cfr. Pellegrini, Enciclopedia dei Papi.
2. ↑  Savelli, secondo quando riporta l'Enciclopedia dei Papi, tentò di ricreare quel colpo di Stato organizzato qualche anno prima da Stefano Porcari, suo parente, ai danni di Niccolò V.
3. ↑  Non a caso, la sua abilità diplomatica e retorica utilizzata sia durante la sua carriera curiale sia durante il suo pontificato tese sempre alla ricerca del dialogo e del compromesso, se si eccettua il discorso relativo alla crociata contro Maometto II. Per quanto riguarda il carattere pubblicista, esso va ascritto principalmente alla stesura dei Commentarii.
4. ↑  Non a caso Cappelli, 215-223 ne tratteggia ampiamente la figura, ponendolo tra gli umanisti più significativi del XV secolo; Centro storico di Pienza; Totaro, p. 96 lo definisce «raffinato».

### Bibliografiche
1. ↑  Lesca, p. 400.
2. ↑  Totaro, p. 96.
3. 1 2 3  Gligora-Catanzaro, p. 205.
4. ↑  von Pastor, p. 374, che inoltre lo classifica come il migliore del XV secolo dopo Niccolò V.
5. ↑  Piccolomini, Liber I, 2, p. 54: «Trinomius enim fui, Aeneas Silvius Bartholomeus appellatus».
6. 1 2 3 4 5 6 7 8 9 10 11 12 13 14 15 16 17 18 19 20 21 22 23 24 25 26 27 28 29  Pellegrini, Enciclopedia dei Papi.
7. ↑  Moroni, p. 63 §1.
8. ↑  Nuzzo, p. 135.
9. ↑  Lesca, p. 44.
10. ↑  Lo riferisce anche Il Platina nelle sue Vite dei Pontefici. Cfr. Platina, p. 434: «Entrato poi nel decimo ottavo anno se n'andò a Siena...»
11. 1 2 3 4 5 6 7 8 9  Bauer.
12. 1 2  Rendina, p. 580.
13. 1 2  Gelmi, p. 145.
14. ↑  Lesca, p. 51.
15. 1 2 3 4 5  Miranda.
16. 1 2  Platina, p. 435.
17. ↑  Il cardinale Capranica si riconciliò col papa il 30 aprile 1434. Cfr. Lesca, p. 66, n. 1.
18. ↑  Moroni, p. 64 §1; Garin, p. 18.
19. ↑  Rizzatti, p. 21.
20. ↑  Kelly, p. 408.
21. 1 2 3 4  Kelly, p. 416.
22. ↑  Lesca, p. 69.
23. ↑  Lesca, p. 70.
24. 1 2 3  Cappelli, p. 216.
25. ↑  Il filone dell'amor cortese-petrarchesco rinvigorito dalla penna del Piccolomini servì da modello per la stagione cavalleresca del tardo Quattrocento (l'Orlando innamorato di Matteo Maria Boiardo e l'Orfeo di Poliziano), e del Cinquecento (l'Orlando furioso dell'Ariosto, e alcuni episodi della Gerusalemme liberata del Tasso).
26. ↑  Moroni, p. 64 §2.
27. 1 2  Garin, pp. 22-23.
28. ↑  Lesca, p. 73.
29. ↑  Cappelli, p. 217.
30. ↑   Piccolomini, Enea Silvio, su treccani.it. URL consultato l'11 luglio 2025.
31. ↑   Cronaca senese di Tommaso Fecini, in R.I.S., p. 862, n. 1..
32. ↑  Rendina, p. 281.
33. ↑  Lesca, pp. 75-76.
34. ↑  Rendina, p. 575.
35. ↑  Lesca, pp. 76-77.
36. ↑  Cappelli, pp. 218-219.
37. ↑  Moroni, p. 65.
38. ↑  Lesca, p. 79.
39. 1 2 3 4 5 6 7  Cappelli, p. 218.
40. 1 2  Lesca, p. 83.
41. ↑  Come scrisse nei suoi Commentari,  Enea Silvio Piccolomini, libro I, in L. Totaro (a cura di), I Commentari, 1556.
42. 1 2 3  Rendina, p. 582.
43. ↑  Moroni, p. 66 §1.
44. ↑  Rendina, pp. 581-582.
45. ↑  Garin, p. 9; pp. 10-11.
46. 1 2  Garin, p. 13.
47. 1 2 3 4 5 6  Kelly, p. 417.
48. 1 2   Marco Pellegrini, Pio II, su treccani.it (archiviato il 18 dicembre 2012).
49. ↑  Moroni, p. 66 §2.
50. ↑  Lesca, p. 181.
51. ↑  Garin, p. 29.
52. ↑  Audisio, p. 248: «Al congresso di Mantova, un oratore fiorentino aveva pur consigliato: "Si battano solo Turchi e Veneziani, e così l'Italia sarà libera dai Veneziani e dai Turchi"».
53. ↑  Lesca, p. 96.
54. ↑  Valentini, p. 279.
55. ↑  Garin, pp. 29-30.
56. ↑  Rendina, p. 584.
57. ↑  Garin, p. 32.
58. ↑  Audisio, p. 246.
59. ↑  Moroni, p. 68 §2.
60. ↑  Lesca, p. 199.
61. ↑  Lesca, p. 204.
62. 1 2 3 4  Bihlmeyer - Tuechle, p. 177.
63. ↑  Rops, p. 208.
64. ↑  Lesca, p. 205.
65. ↑  Garin, p. 34.
66. ↑  Rendina, p. 585.
67. ↑   Papa Paolo II, in Enciclopedia dei Papi, Roma, Istituto dell'Enciclopedia Italiana, 2000.
68. ↑  Vivanti, p. 447.
69. 1 2  Kelly, p. 418.
70. ↑  Moroni, p. 68 §1.
71. ↑  Rendina, p. 518.
72. ↑  Bihlmeyer - Tuechle, p. 100.
73. ↑  Lesca, p. 167.
74. ↑  Lesca, pp. 169-170.
75. ↑  Potestà-Vian, p. 288.
76. ↑  Boulting, p. 332.
77. ↑  Vivanti, p. 451.
78. 1 2  (EN) Salvador Miranda, Papa Pio II, su fiu.edu – The Cardinals of the Holy Roman Church, Florida International University. URL consultato il 30 luglio 2015.
79. ↑  Dupré Theseider.
80. ↑  Boulting, p. 336.
81. 1 2  Sartini.
82. ↑  Testo della bolla in latino in de Viera y Clavijo, pp. 621-625.
83. ↑  Hugh, p. 72.
84. ↑  Eppstein, p. 425.
85. ↑   Riccardo Calimani, Storia degli ebrei di Roma: dall'antichità al XX secolo, Milano, Mondadori, 2018, ISBN 978-88-04-70304-4. URL consultato il 5 dicembre 2019 (archiviato il 21 aprile 2021).
86. ↑  Lesca, pp. 137-138.
87. ↑  Lesca, pp. 140-141.
88. ↑  Audisio, p. 245.
89. ↑  Lesca, p. 106.
90. ↑  Lesca, pp. 110-111.
91. ↑   Bastian Biancardi, Le vite de Re di Napoli, Raccolte succintamente con ogni accuratezza, Napoli, F. Pitteri, 1737.
92. ↑  Platina, p. 438.
93. ↑  Audisio, pp. 243-244.
94. ↑   Walter Ullmann, Il Papato nel Medioevo, Roma-Bari, 1975,  p. p. 365. citato in Vivanti, p. 448; p. 448 n. 16; tesi ripresa anche da Potestà-Vian, p. 289.
95. ↑  de Vecchi-Cerchiari, p. 177 §1-2.
96. 1 2   Città di Pienza, su pienza.org (archiviato dall'url originale il 6 dicembre 2014).
97. 1 2  Storia e Monumenti.
98. 1 2 3   Il mecenatismo di Pio II, il papa umanista, su finestresullarte.info.
99. ↑  Schwarz.
100. ↑  Boulting, pp. 326-327.
101. ↑  Rops, p. 207: «Umanista egli stesso....ricondusse al Vaticano numerosi umanisti; non lo fece però con quella eccessiva facilità e fiducia che aveva dimostrato Niccolò V».
102. ↑  von Pastor, p. 40.
103. ↑   Niccolò Galimberti, Il "De componendis cyfris" di Leon Battista Alberti tra crittologia e tipografia, in Subiaco, la culla della stampa. Atti dei convegni (2006-2007), Roma, Iter edizioni, luglio 2010,  p. 197. URL consultato il 26 marzo 2020 (archiviato il 26 marzo 2020). Nella lettera il Piccolomini spiega che ha visto alcune pagine già stampate di una Bibbia in corso di lavorazione.
104. ↑  Platina, p. 440.
105. ↑  Pellegrini, Enciclopedia dei Papi:
«Spirito geniale ed enciclopedico, in grado di abbracciare in sé tutta la cultura del suo tempo nei suoi aspetti più innovativi, P[io] fu un grande intellettuale e seppe anche essere uomo d'azione.»
106. ↑  Garin, p. 10.
107. ↑  Boulting, p. 319: «He desired that his memoirs should be his monument for posterity».
108. ↑  von Pastor, p. 374.
109. 1 2  Cappelli, p. 220.
110. 1 2  Vivanti, p. 443.
111. 1 2  Cappelli, p. 222.
112. ↑  Garin, p. 11.
113. ↑  Vivanti, p. 444.
114. ↑  Pittaluga.
115. ↑   Papa Pius II, Storia di due amanti Di Enea Silvio Piccolomini In Seguito Papa Pio Secondo col Testo Latino e la Traduzione libera di Alessandro Braccio, Tipografia Elvetica, 1832. URL consultato il 23 dicembre 2017 (archiviato il 24 dicembre 2017).
116. ↑  Perosa, p. 63.
117. ↑  Verdone.
118. ↑  Garin, p. 24.
119. ↑  Garin, p. 19.
120. ↑  von Pastor, p. 42.
121. ↑  Ispirata alla Cribratio Alchorani (Vagliatura del Corano) di Nicola Cusano e al Contra principales errores perfidi Machomenti di Juan de Torquemada, composti rispettivamente nel 1461-62 e nel 1459. Citati in  Franco Cardini, Europa e Islam storia di un malinteso, 2007.
122. ↑  Garin, pp. 14 e sgg.
123. ↑   Daniele Magrini, Palio un anno, 2005, su ilpalio.org (archiviato il 29 luglio 2015).